# Melle (Duitsland)
Melle is een stad in de Duitse deelstaat Nedersaksen. Het is een selbständige Gemeinde binnen het Landkreis Osnabrück. De stad, die in feite een gehele landstreek omvat, telt 46.753 inwoners.

## Plaatsen in de gemeente Melle

Stadsdelen, dorpen, wijken, gehuchten van Melle

Tussen haakjes: bevolkingscijfer 31 december 2018.
- Buer (4.876) onderverdeeld in:
  - Barkhausen
  - Buer (dorp)
  - Bulsten
  - Holzhausen
  - Hustädte
  - Markendorf
  - Löhlingdorf
  - Meesdorf, grenzend aan Barkhausen, gemeente Bad Essen, bekend van de dinosauriërsporen
  - Sehlingdorf
  - Tittingdorf
  - Wehringdorf
  - Wetter.
- Bruchmühlen (2.860), onderverdeeld in:
  - Düingdorf, gehucht ten noorden van de Else (met spoorwegstation)
  - Bruchmühlen, het in 1969 nieuw gebouwde dorp tussen beide gehuchten in; grenzend aan Bruchmühlen, gem. Rödinghausen
  - Bennien, gehucht ten zuiden van de Else.
- Gesmold (3.235), onderverdeeld in:
  - Ausbergen (ten ZW van het dorp Gesmold)
  - Dratum (ZW)
  - Gesmold (dorp)
  - Üdinghausen (NW)
  - Warringhof (NW)
  - Wennigsen (O)
- Melle-Mitte  (19.276), onderverdeeld in:
  - dorpen om de eigenlijke stad heen, in de richting van de wijzers van de klok:
    - Bakum
    - Eicken-Bruche
    - Gerden
    - Dielingdorf
    - Eickholt
    - Niederschlochtern
    - Sondermühlen
    - Laer
    - Drantum

  - Melle zelf, midden in het Stadtteil:
    - Melle
    - Altenmelle
- Neuenkirchen (4.926), onderverdeeld in:
  - Neuenkirchen (dorp) midden in het stadsdeel, en verder nog:
  - Ostenfelde (ten N van het hoofddorp)
  - Insingdorf (N)
  - Schiplage-St. Annen (O)
  - Suttorf (Z)
  - Holterdorf (W)
  - Küingdorf (W)
  - Redecke (NW)
- Oldendorf (4.750), onderverdeeld in:
  - Oldendorf (dorp), fraai gelegen aan de zuidflank van de Oldendorfer Berg  en de noordwestflank van de Eickener Egge, op welks top de ruïne Diedrichsburg staat.
  - Föckinghausen ten ZW van het hoofddorp
  - Westerhausen ten ZW van het hoofddorp, met spoorwegstation
  - Oberholsten, ten noorden van de 219 m hoge Oldendorfer Berg (met sterrenwacht)
  - Niederholsten, iets ten oosten van Oberholsten.
- Riemsloh (3.470), onderverdeeld in:
  - Riemsloh (dorp)
  - Krukum
  - Westendorf
  - Westhoyel
  - Hoyel (aan de oostgrens van de gemeente met Spenge, aan het schilderachtige beekje Warmenau)
  - Groß-Aschen
  - Döhren.
- Wellingholzhausen (4.898), onderverdeeld in:
  - Wellingholzhausen (dorp) en de gehuchten:
  - Handarpe
  - Himmern
  - Kerßenbrock
  - Nüven
  - Oberschlochtern
  - Peingdorf
  - Uhlenberg
  - Vessendorf.

Totaal aantal inwoners per 31 dec.2018, incl. ongeveer 1.250 mensen met alleen een tweede woning: 48.291.
Van de bevolking is ca. 40,9% evangelisch-luthers, 29,5% rooms-katholiek en 29,4% aanhang(st)er van een andere geloofsrichting, of atheïst.

## Ligging, verkeer, vervoer
De gemeente beslaat de voormalige Grönegau, een door beken en riviertjes doorsneden landstreek. Deze landstreek bestaat uit een dal, dat een splitsing vormt tussen het Wiehengebergte aan de noordkant en het Teutoburger Woud aan de zuidkant. Het landschap is afwisselend. De tot meer dan 200 m hoge periferie van de gemeente maakt deel uit van de beide onder Teutoburger Woud vermelde Naturparke.

### Buurgemeentes
Dit zijn er tien, waarvan de eerste zes in Noordrijn-Westfalen en de laatste vier in Nedersaksen liggen:
- Preußisch Oldendorf
- Rödinghausen
- Bünde
- Spenge
- Werther (Westfalen)
- Borgholzhausen
- Dissen
- Hilter
- Bissendorf
- Bad Essen.

### Wegverkeer
De Autobahn A30, Bad Bentheim - Bad Oeynhausen,  doorsnijdt de gemeente. De afritten (van west naar oost) 22 Gesmold, 23 en 24, beide ten zuiden van de stadskern, en 25 Riemsloh, liggen op Meller grondgebied, afrit 26 bij Bruchmühlen juist daarbuiten.
Andere wegen verbinden Melle met o.a. Preußisch Oldendorf, het 29 km oostelijk gelegen Herford, het 27 km zuidwestelijk gelegen Versmold en het 15 km zuidwestelijk gelegen Dissen. Een 18 km lang, landschappelijk fraaie route door het Teutoburger Woud leidt via het stadsdeel Oldendorf naar Bad Essen.

### Openbaar vervoer
Aan de spoorlijn Löhne - Rheine heeft Melle drie stations: Melle, station Bruchmühlen in het gelijknamige stadsdeel, 7 km ten oosten van station Melle, en ten slotte station Westerhausen, 5 km ten westen van station Melle in het stadsdeel Oldendorf. Op Bruchmühlen en Westerhausen stoppen alleen stoptreinen. Melle is een stop van de RE Rheine - Löhne / Braunschweig.
Melle heeft een op de landkaart stervormig stadsbusnet met als middelpunt het busstation (ZOB), in het centrum, 800 meter ten zuiden van het spoorwegstation.
Streekbuslijnen van diverse exploitanten verbinden Melle daarnaast met o.a. Bissendorf en Osnabrück. Eén buslijn stopt ook bij het treinstation, veel andere lijnen bij een halte 200 meter daarvandaan. Alle bussen van het hoofdbusnet rijden 1 x per uur. Andere lijnen zijn voornamelijk gericht op het vervoer van scholieren. Enkele lijnen hebben wat incidentele ritten in de weekeinden.
Het acht kilometer ten zuidoosten van het centrum gelegen stadsdeel Neuenkirchen heeft een eigen buslijn naar Bielefeld v.v..

### Vliegverkeer
De voor sport- en kleine zakenvliegtuigjes ingerichte Flugplatz Melle-Grönegau, een voormalige militaire vliegbasis, bevindt zich ca.  1,5  kilometer ten oosten van het stadscentrum.

### Waterwegen
Door de gemeente stroomt een riviertje, de Else. Dit is via de Werre indirect een zijrivier van de Wezer. In stadsdeel Wellingholzhausen ontspringt de Hase, een zijrivier van de Eems. Bijzonder is, dat er ook een waterloop is, die deze twee riviertjes met elkaar verbindt, een zgn. bifurcatie. Deze wateren zijn, evenals de talrijke kleinere beken in de gemeente, niet bevaarbaar, behalve hier en daar voor kano's. Op diverse plaatsen zijn de beddingen en oevergebieden van deze beken van ecologische waarde als vogel- of andersoortig natuurreservaat.

## Economie
De gunstig, aan de Autobahn en aan de spoorlijn Osnabrück - Hannover gelegen, stad heeft sinds de late 19e eeuw een traditie van houtbewerkingsindustrie, o.a. productie van kantoormeubelen. Toen de grootste meubelfabriek van Melle rond 1997 de activiteiten staakte, kocht de gemeente het monumentale fabriekspand; daarna is het Automuseum er ondergebracht. De stad telt talrijke kleine en middelgrote bedrijven (vaak met enige honderden werknemers) in uiteenlopende branches. Speciale vermelding verdienen:
- in stadsdeel Buer een ambachtelijke producent van carillons en torenklokken;
- in Westerhausen (stadsdeel Oldendorf), bij  het station en de A30, een rubber- en een kantoormeubelfabriek;
- in Riemsloh een fabriek van industriële stofzuigers.

Door deze gunstige locatie heeft DPD een depot en verdeelcentrum in Melle. Ook een groot Luxemburgs bedrijf heeft in Westerhausen een logistiek centrum.
Wegens de ligging nabij het Teutoburger Woud is er ook toerisme. In de omgeving zijn diverse kastelen, vakwerkboerderijen en nog enkele andere attracties te vinden. De land- en bosbouw speelt geen rol van betekenis meer.
Binnen de dienstensector is vermeldenswaard, dat het stedelijke ziekenhuis Christliches Klinikum Melle organisatorisch in 1999 is ontstaan uit een fusie tussen een evangelisch-lutherse organisatie uit 1894 en een rooms-katholieke organisatie uit 1896, die beide een ziekenhuis exploiteerden.

## Geschiedenis
Verspreid door de gemeente zijn sporen gevonden van menselijke activiteiten in de Jonge Steentijd en de Bronstijd, o.a. oude stenen gereedschappen.
In de oudheid en vroege middeleeuwen leefden hier Germanen, o.a. Angrivariërs. Omdat de beek- en rivierdalen te drassig waren, kapten zij stukken bos iets boven deze dalen en vestigden daar boerderijen. Mogelijk sloten deze Germanen zich voor het jaar 700 aan bij het stammenverbond der Saksen.
Het gebied van de huidige gemeente Melle komt ongeveer overeen met de van ca. 800-1200 in documenten vermelde Saksische gouw Grönegau ("groen gebied").  In de 9e eeuw ontstonden hier na de kerstening ten minste 25 (elk uit vijf à acht boerderijen bestaande) dorpen rondom kerken en kapellen. Rond het jaar 800 beschikte Karel de Grote te Riemsloh, dat in die tijd aan een hoofdweg lag, over een palts. Daarvan is nagenoeg niets overgebleven.
Het stadje Melle zelf wordt als Menele in 1169 voor het eerst in een document vermeld. Rond 1200 was Melle al ommuurd. In 1250 liet de bisschop van Osnabrück, Engelbert I van Isenburg, ter bescherming tegen het vijandige Graafschap Ravensberg het omgrachte kasteel (Motte) Grönenberg bouwen en van een bezetting door 65 gewapende ridders voorzien. Van dit op een heuveltje gelegen kasteel is niets overgebleven.
In 1359 werd Melle als Oppidum (kleine stad) aangeduid; vier jaar later werd een stadsreglement opgesteld. Toch kreeg Melle pas in 1443 de status van wigbold, de status van stad werd pas in 1853 toegekend. Als bijstad van Osnabrück was het lid van de Westfaalse afdeling van de Hanze. In de 15e en 16e eeuw sloten leden van beroepsgroepen zich aaneen tot gilden. In 1553 werd kasteel Grönenborg tijdelijk het stadhuis. In de Dertigjarige Oorlog was Melle van 1633 tot 1644 door Zweedse troepen bezet.
In 1649 en 1720 werd het stadje Melle geteisterd door  grote branden, vooral die van 1720 was rampzalig. In 1883 trof het dorp Neuenkirchen hetzelfde lot.
Na de Napoleontische tijd kwam Melle tot 1866 in het Koninkrijk Hannover, en daarna in het Koninkrijk Pruisen  te liggen. In 1855 begon de tijd van industriële ontwikkeling met de aansluiting op het spoorwegnet. Vanwege de aanwezigheid van veel bomen in de omgeving ontstonden houtverwerkende bedrijven, waaronder enkele meubelfabrieken.
Ook in het bij de spoorlijn gelegen Westerhausen ontstond vanaf 1903 enige industrie, o.a. een nog steeds bestaande fabriek van rubberen aandrijfriemen.
De Tweede Wereldoorlog liet Melle nagenoeg ongemoeid. Opvallend is wel, dat uit Melle en omgeving tamelijk veel nazi's van meer dan regionaal belang afkomstig waren.
In 1961 en 1972 werden de talrijke dorpen en gehuchten, waarvan er enkele voordien zelfstandige gemeentes met minder dan duizend inwoners waren geweest, in fasen samengevoegd in de huidige gemeente Melle. Dit ging met diverse bestuurshervormingen gepaard.

## Bezienswaardigheden, evenementen, cultuur, toerisme
- De rooms-katholieke Mattheüskerk, bouwjaar 1213, met aanbouw uit 1974. Dit kerkgebouw geldt als één van voorbeelden van harmonie tussen middeleeuwse en moderne architectuur in geheel Duitsland.
- De evangelisch-lutherse Sint-Pieterskerk (Petrikirche), bouwjaar 1721, eveneens in het stadscentrum, heeft een barokinterieur, o.a. een orgel, gebouwd door een leerling van Arp Schnitger.
- Dicht bij het station staat een automuseum. Het voordien te Ibbenbüren gevestigde museum is in 1997 ondergebracht in een voormalige meubelfabriek.
- In een complex van vier oude vakwerkhuizen is het Grönegaumuseum Melle gevestigd, een streekmuseum gewijd aan oude ambachten en de stadshistorie.
- Op 10 kilometer ten noordoosten van het centrum, in Buer-Meesdorf, staat een klein, beperkt geopend tractoren- en landbouwmachinemuseum.
- Kasteel Gesmold, 5 km ten westen van het centrum, waarvan de oudste gedeeltes uit de 14e eeuw dateren, en dat door een fraai park is omgeven, is een trouw- en concertlocatie. Het kasteel is te bezichtigen. Veel leden van het roemruchte geslacht Von Hammerstein hebben van de 18e tot de vroege 20e eeuw op slot Gersmold gewoond.
- Ruïne Diedrichsburg op een 218 m hoge top in het Teutoburger Woud, ten zuiden van Gut Ostenwalde is een 19e-eeuwse folly.
- Landgoed (Gut) Ostenwalde, deels 17e-eeuws, tijdens kunstexposities, te bezichtigen. In gebruik als locatie voor bruiloften, bedrijfsfeesten. Het omliggende wildpark is voor wandelaars geopend. Veldmaarschalk Robert Montgomery heeft er kort na de Tweede Wereldoorlog enige malen gelogeerd.
- Gebouw Alte Posthalterei (1644), tijdens kunstexposities te bezichtigen
- Melle ligt aan diverse lange-afstandswandel- en fietsroutes, o.a. de ca.90 km lange Ahornweg (wandelen), en de fietsroutes Hase-Ems-Radweg (265 km)  en de Else-Werre-Radweg (54,5 km).
- Op de 220 m hoge heuvel Beutling ten zuiden van het dorp Wellingholzhausen staat een uitzichttoren;
- Bergmeertje Grüner See, 4 km ten noordoosten van Buer, in 1930 ontstaan toen een kleine steengroeve volliep; het water is van nature groenachtig
- Meermalen per dag speelt het fraai klinkende carillon van het in 1910 gebouwde raadhuis melodieën;
- Te Gesmold staat de classicistische rooms-katholieke St. Pieterskerk (St. Petri zu den Ketten, Sint-Pieters-Banden), voltooid in 1838. De ontwerper van de achthoekige koepelkerk was de in Dendermonde geboren stadsarchitect van Nienburg/Weser, Emanuel Bruno Quaet-Faslem.
- De bezienswaardige 12e-eeuwse evangelisch-lutherse Mariakerk te Oldendorf bezit een altaarstuk, dat het lijden van Jezus Christus uitbeeldt.

## Sterrenwachten
Melle heeft twee, vooral door amateur-astronomen gebruikte, sterrenwachten:

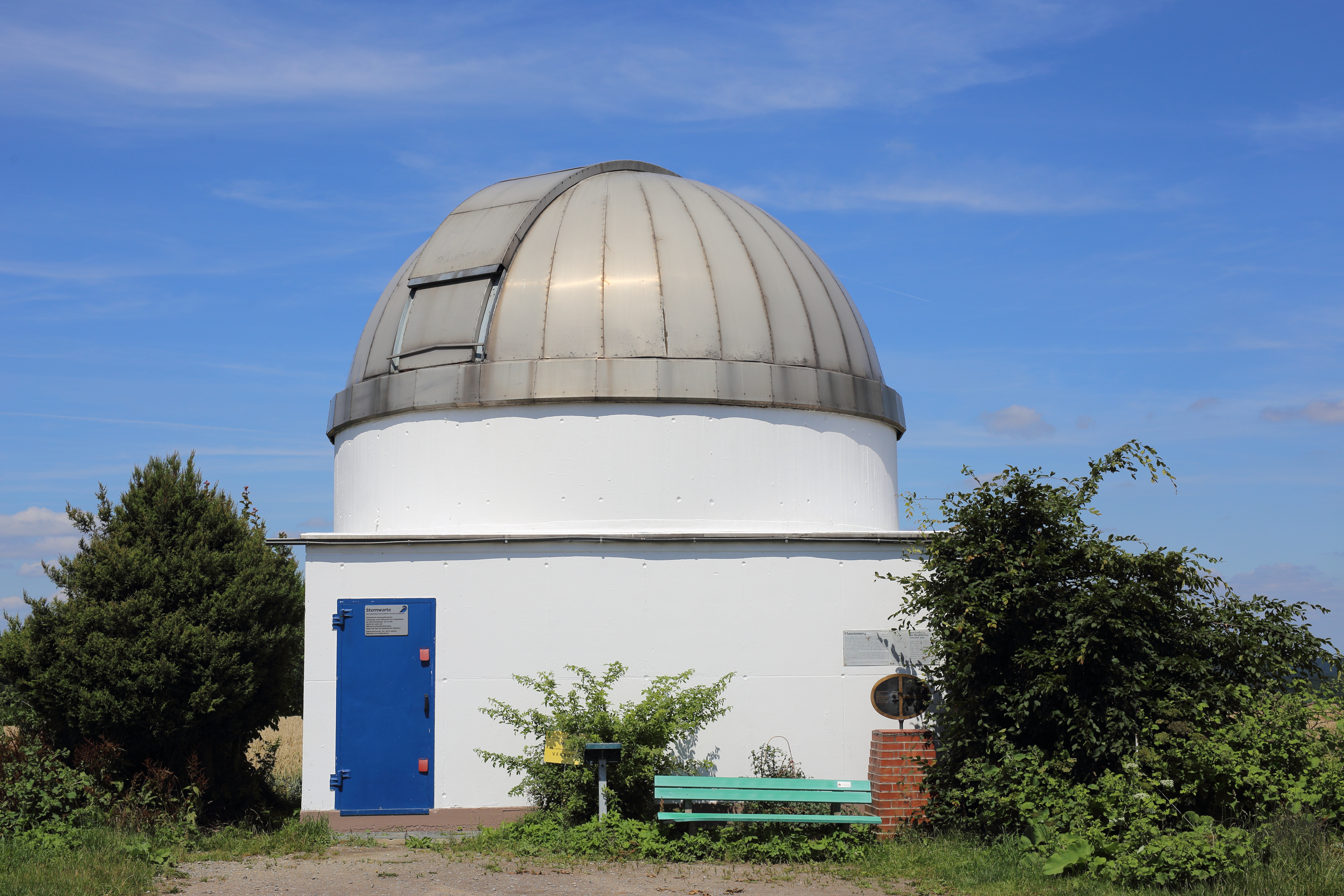
NVO-Sternwarte Melle-Oldendorf (volkssterrenwacht)
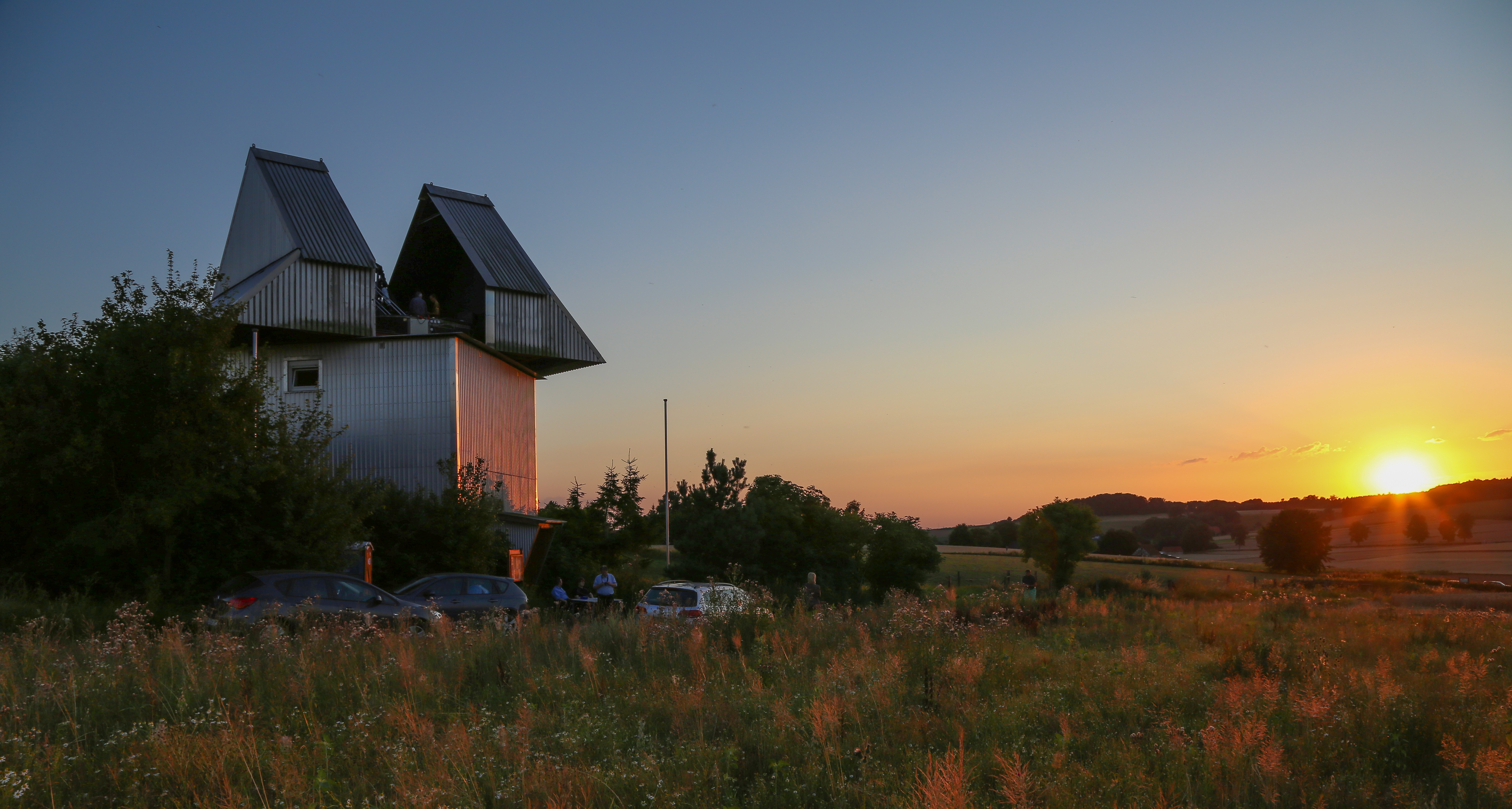
EXPO-sterrenwacht

- de in 1986 geopende  volkssterrenwacht Volkssternwarte Melle op  de 219 m hoge Oldendorfer Berg, hemelsbreed 8 km ten noorden van het stadscentrum
- de in 2000 geopende EXPO-Sternwarte Melle ca. 2 km ten oostnoordoosten van  de andere sterrenwacht , op 190 m hoogte boven zeeniveau

## Afbeeldingen

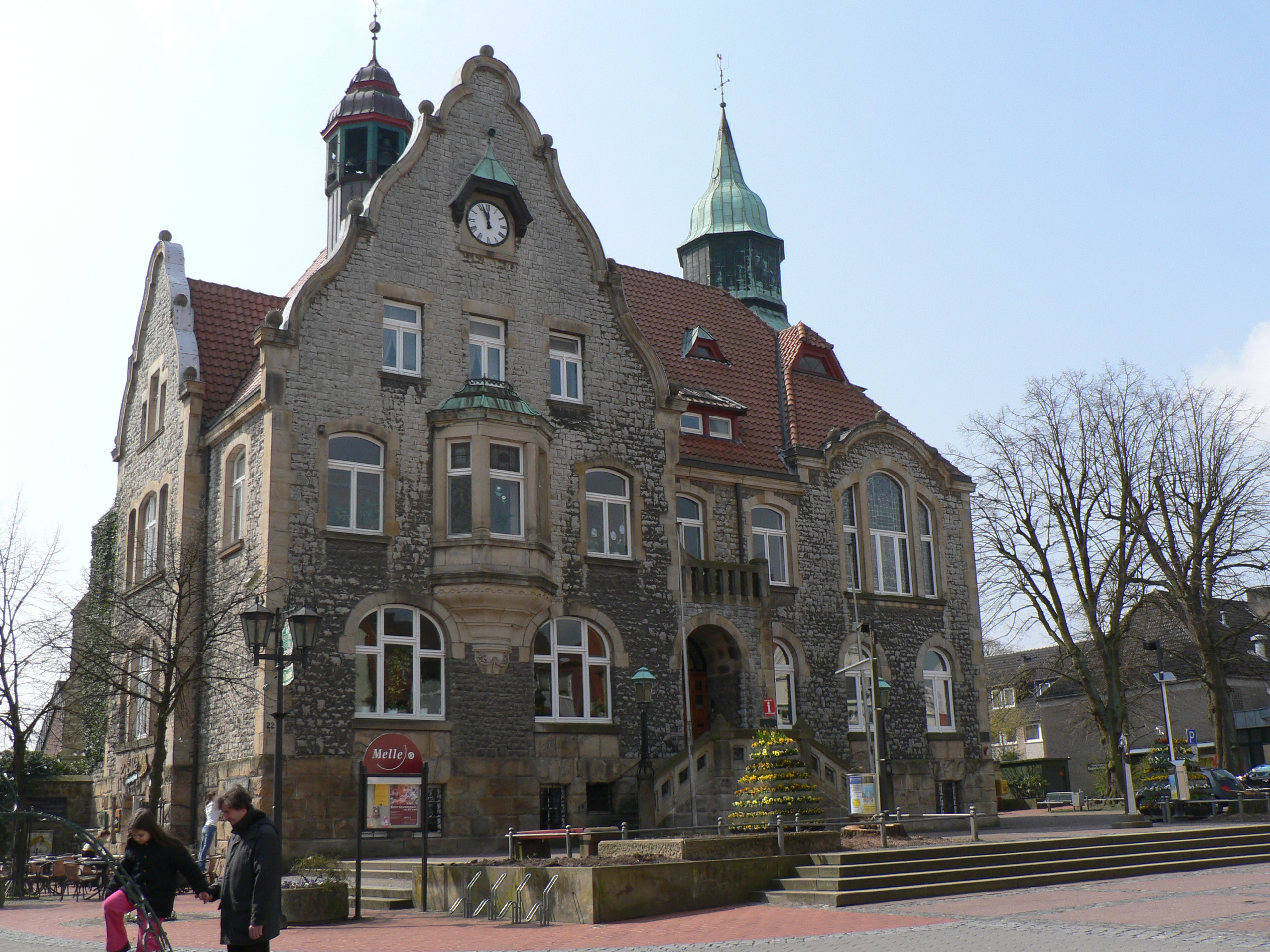
Het raadhuis (1910)
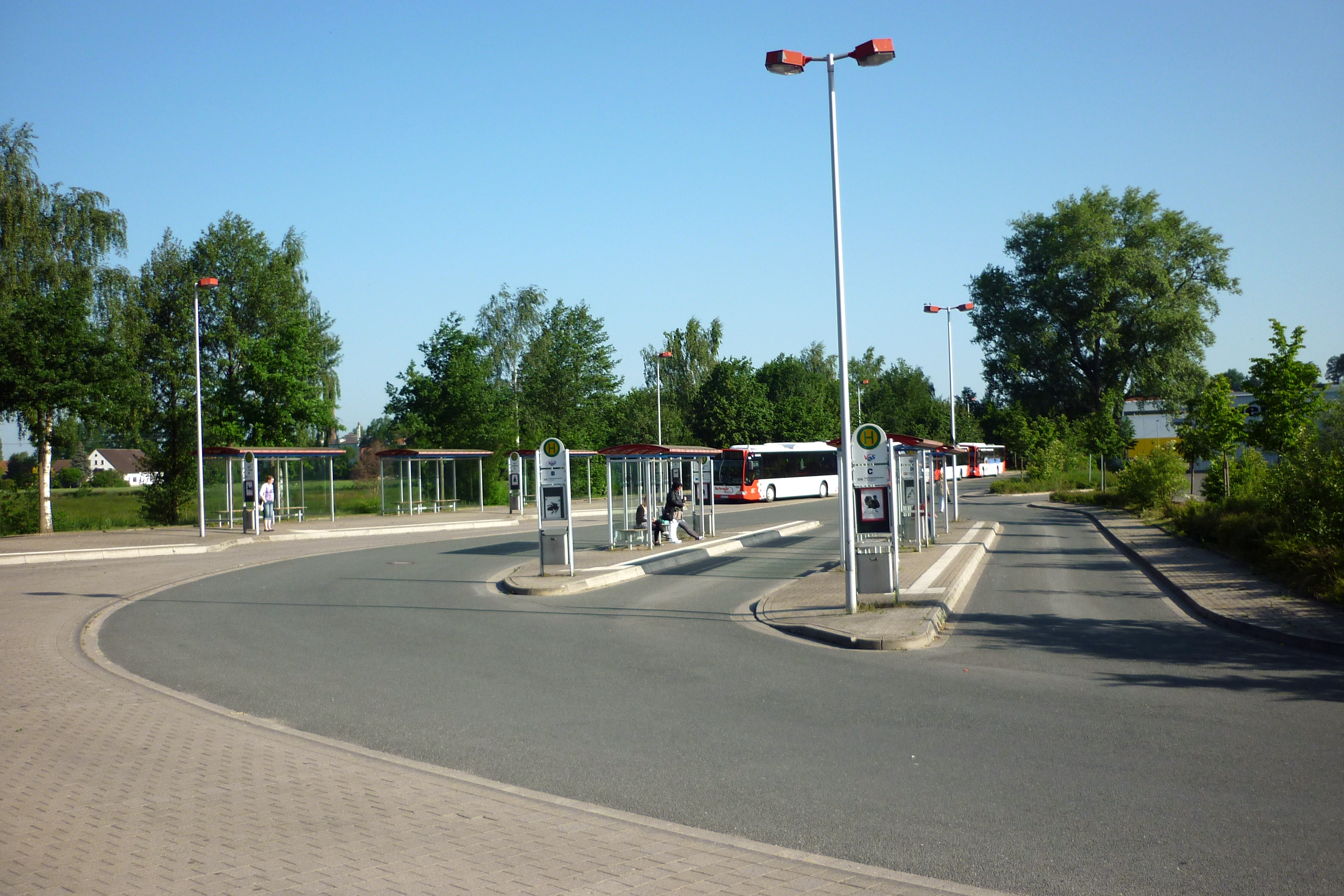
Busstation ZOB, Melle
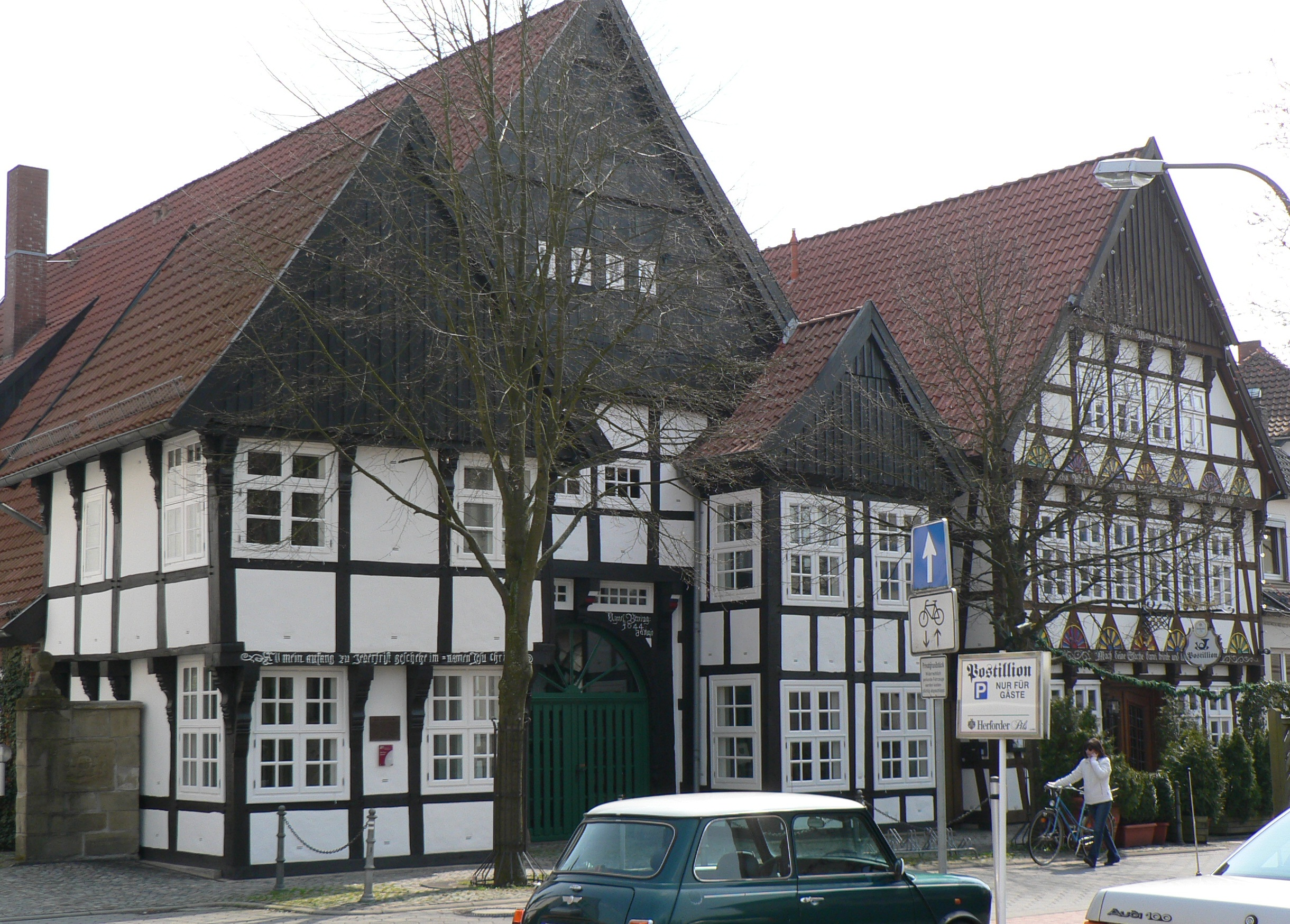
Gebouw Alte Posthalterei (1644)
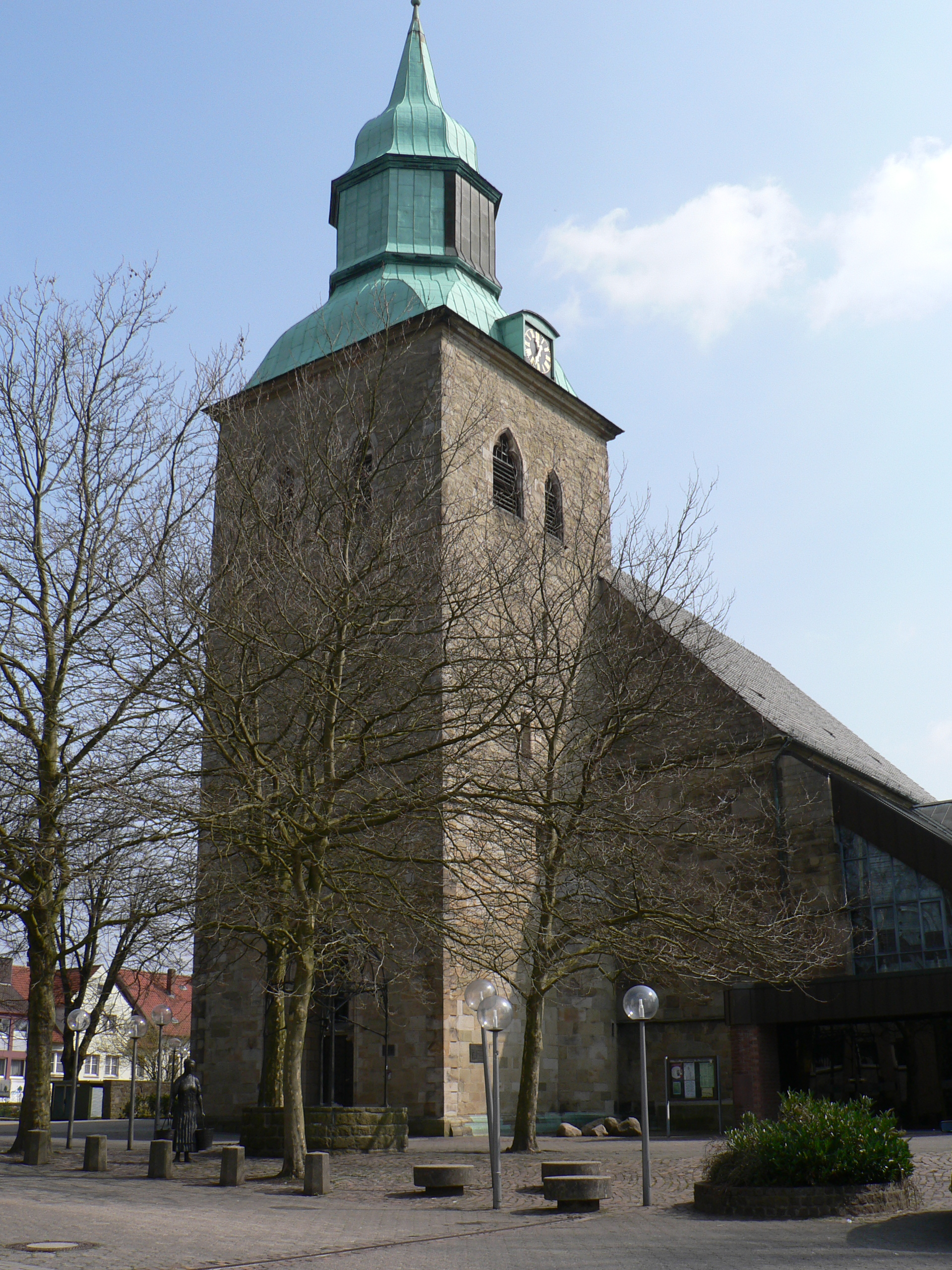
Rooms- kath. St.-Mattheüskerk (1213)
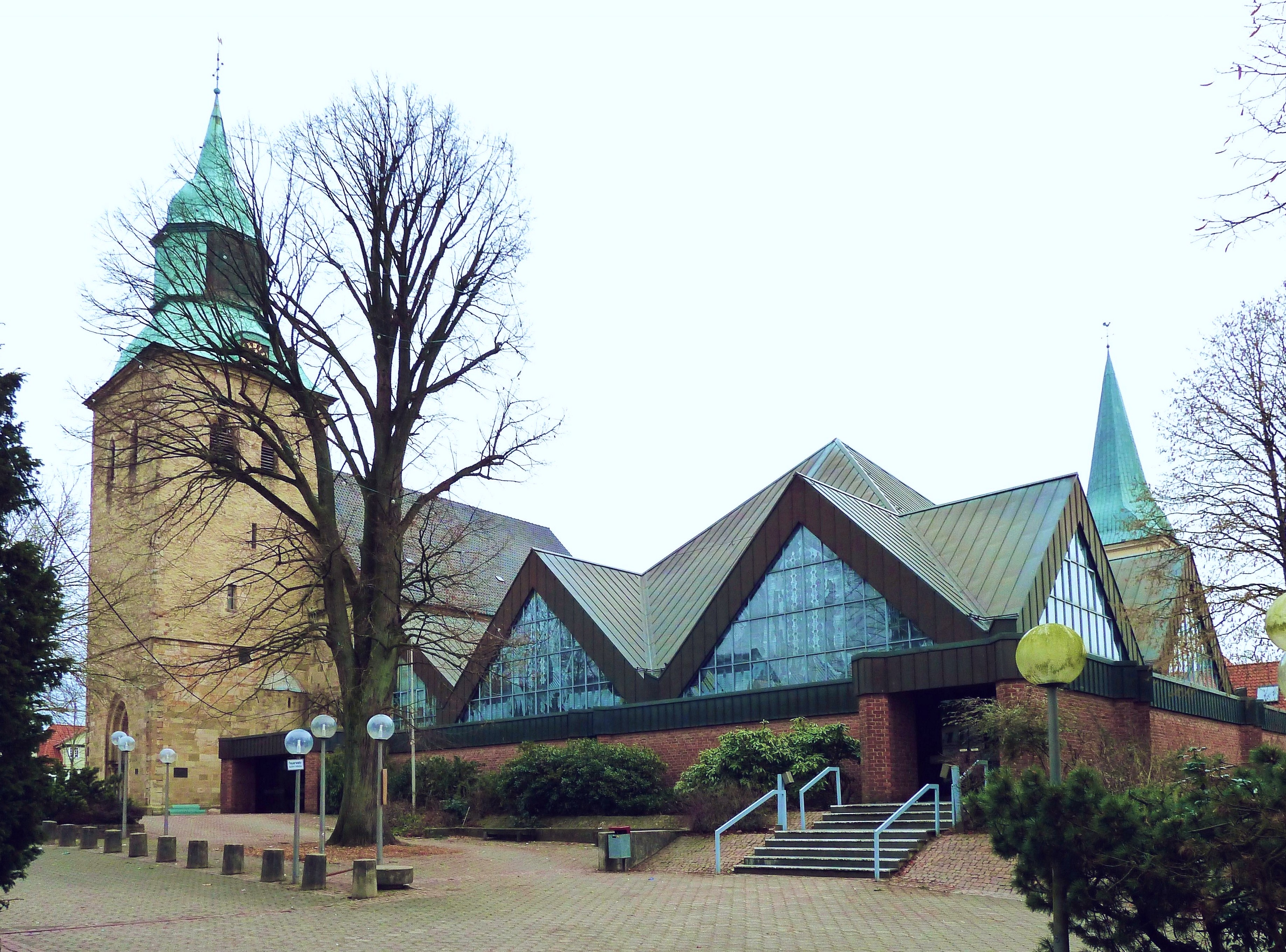
De St.-Mattheüskerk met het nieuwe gedeelte
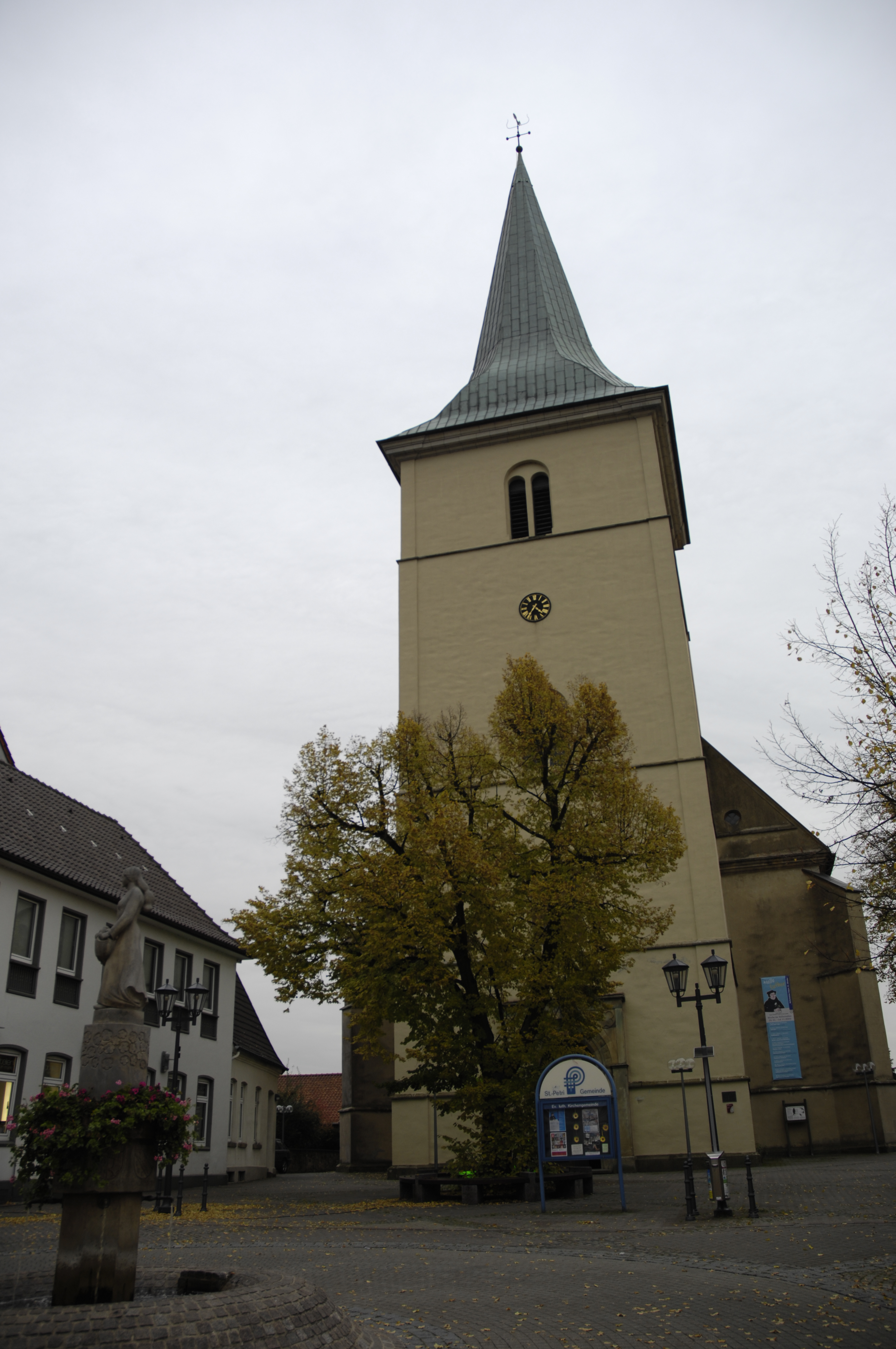
Ev.-lutherse  Sint-Pieterskerk (1721)
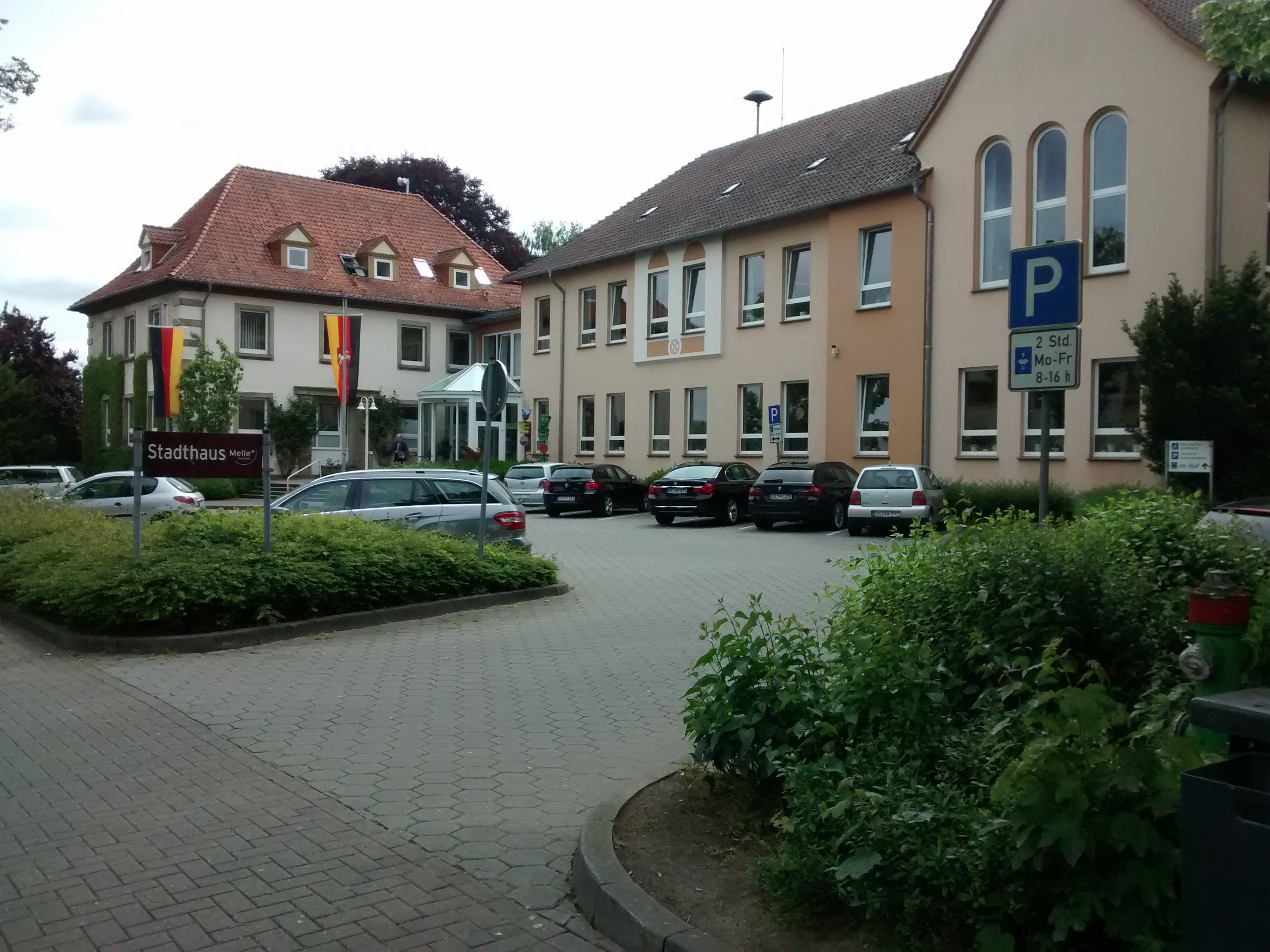
Stadskantoor (Stadthaus) Melle
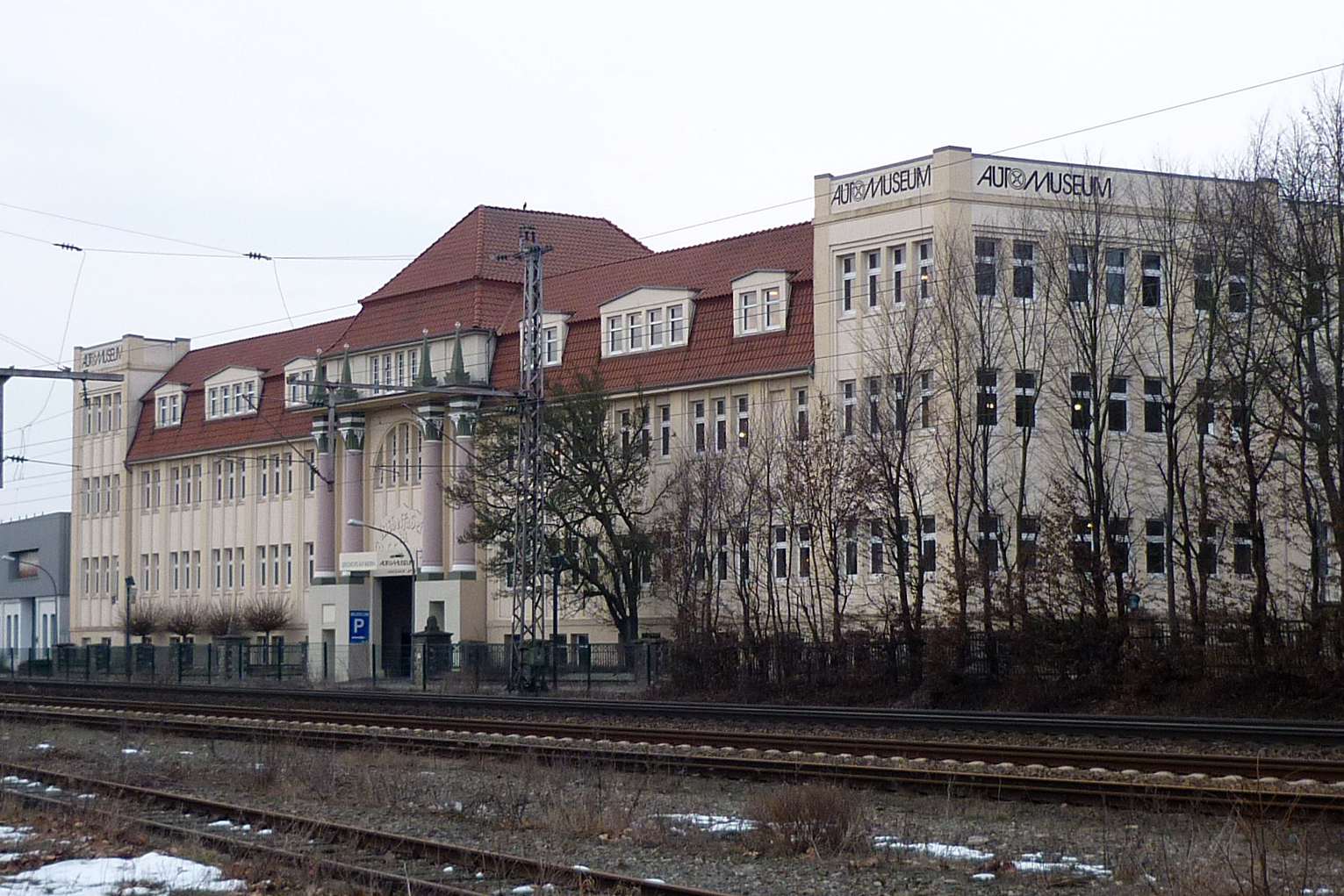
Automuseum Melle
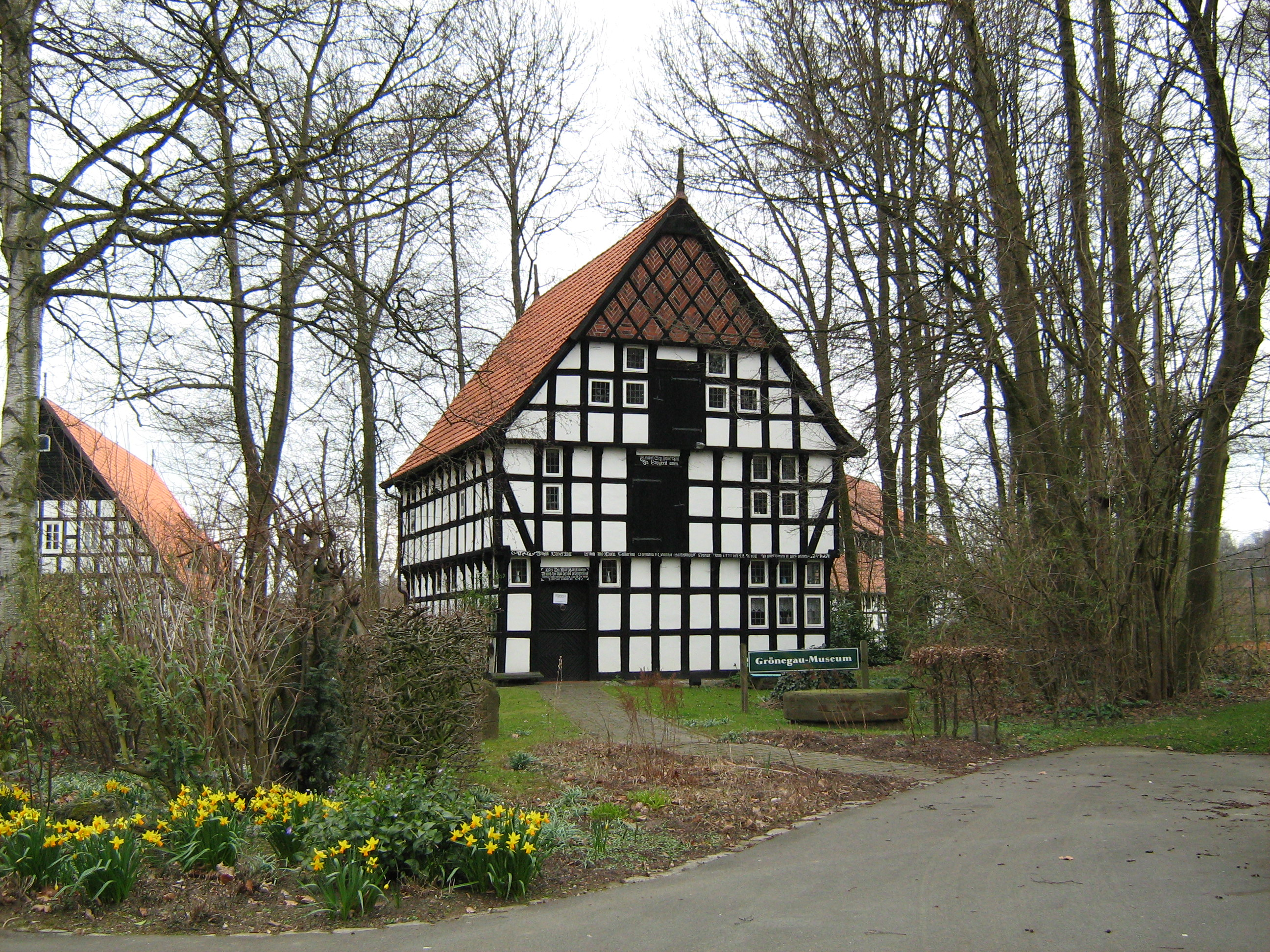
Grönegaumuseum Melle
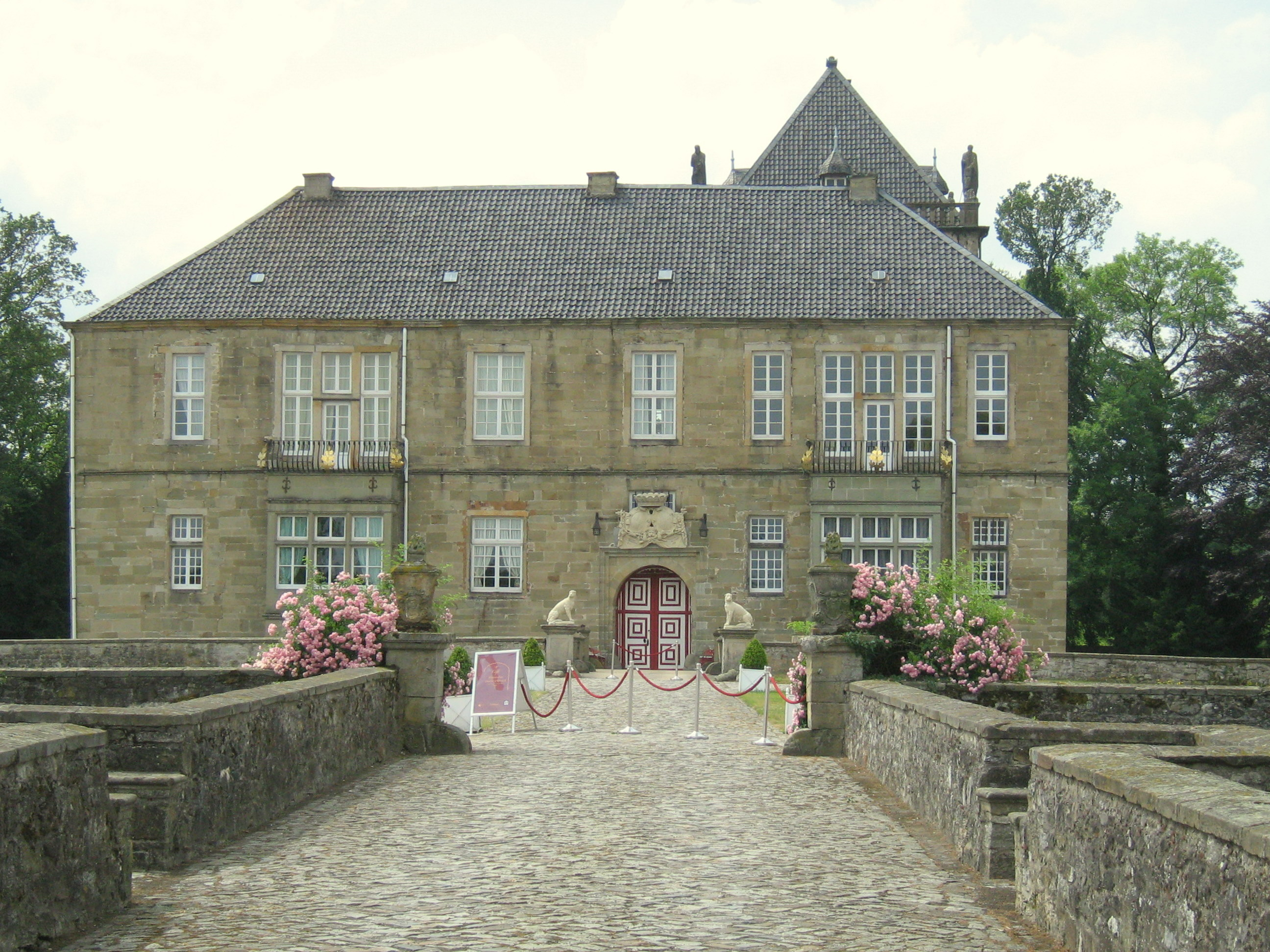
Kasteel Gesmold
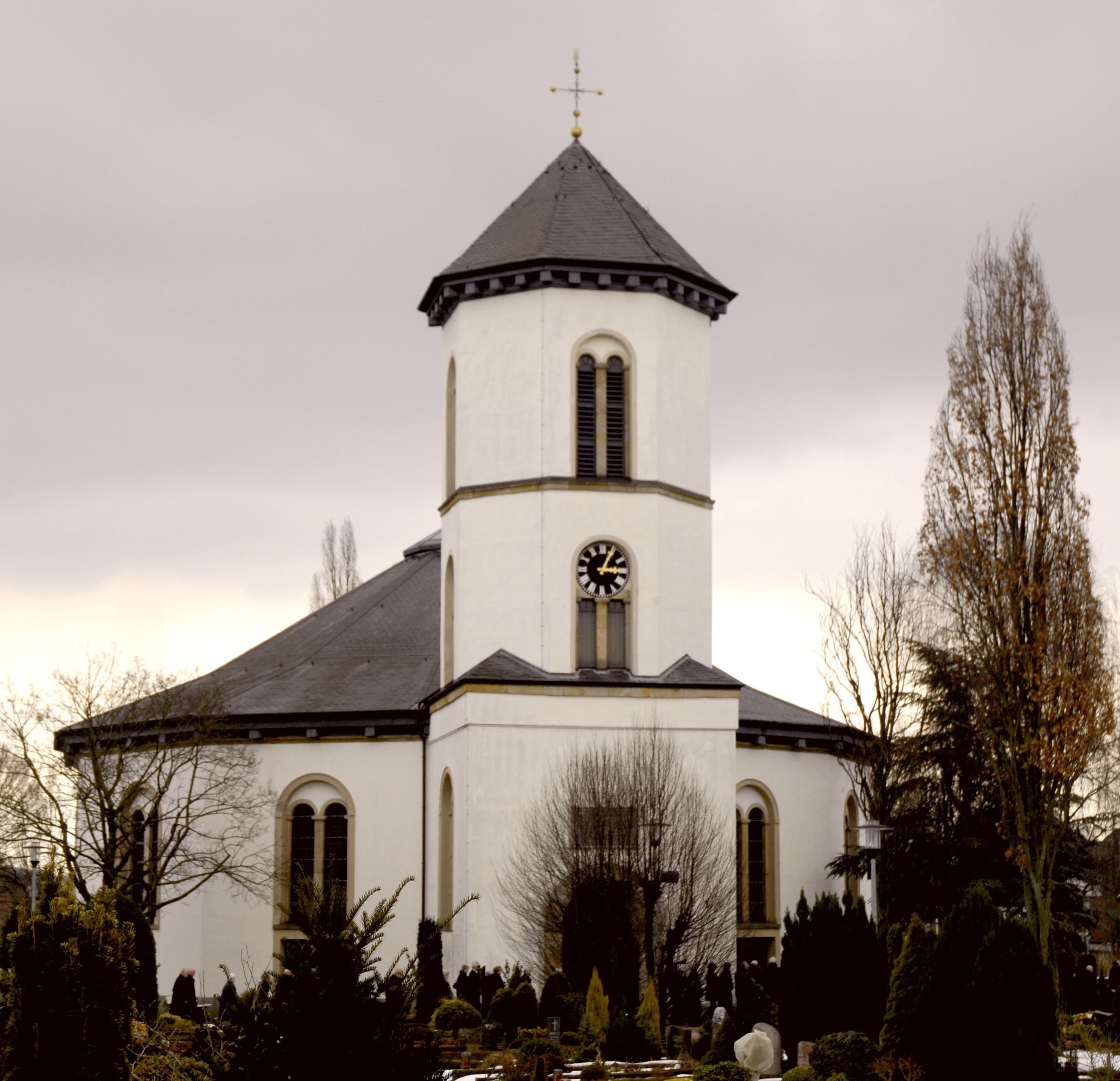
Gesmold, R.K. St.-Pieters-Bandenkerk
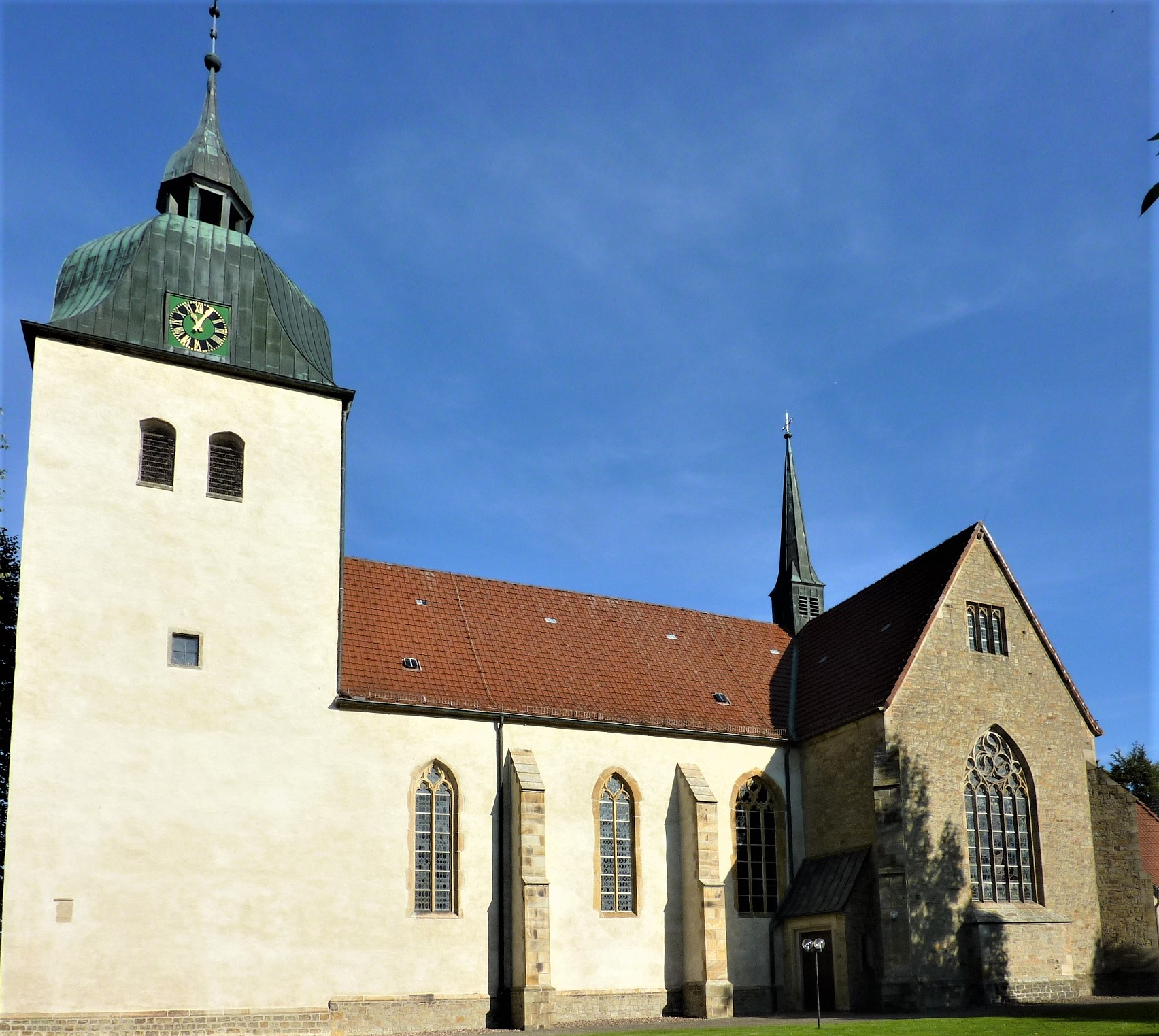
Riemsloh, 15e-eeuwse R.K. Johannes-de-Doperkerk, na de renovatie
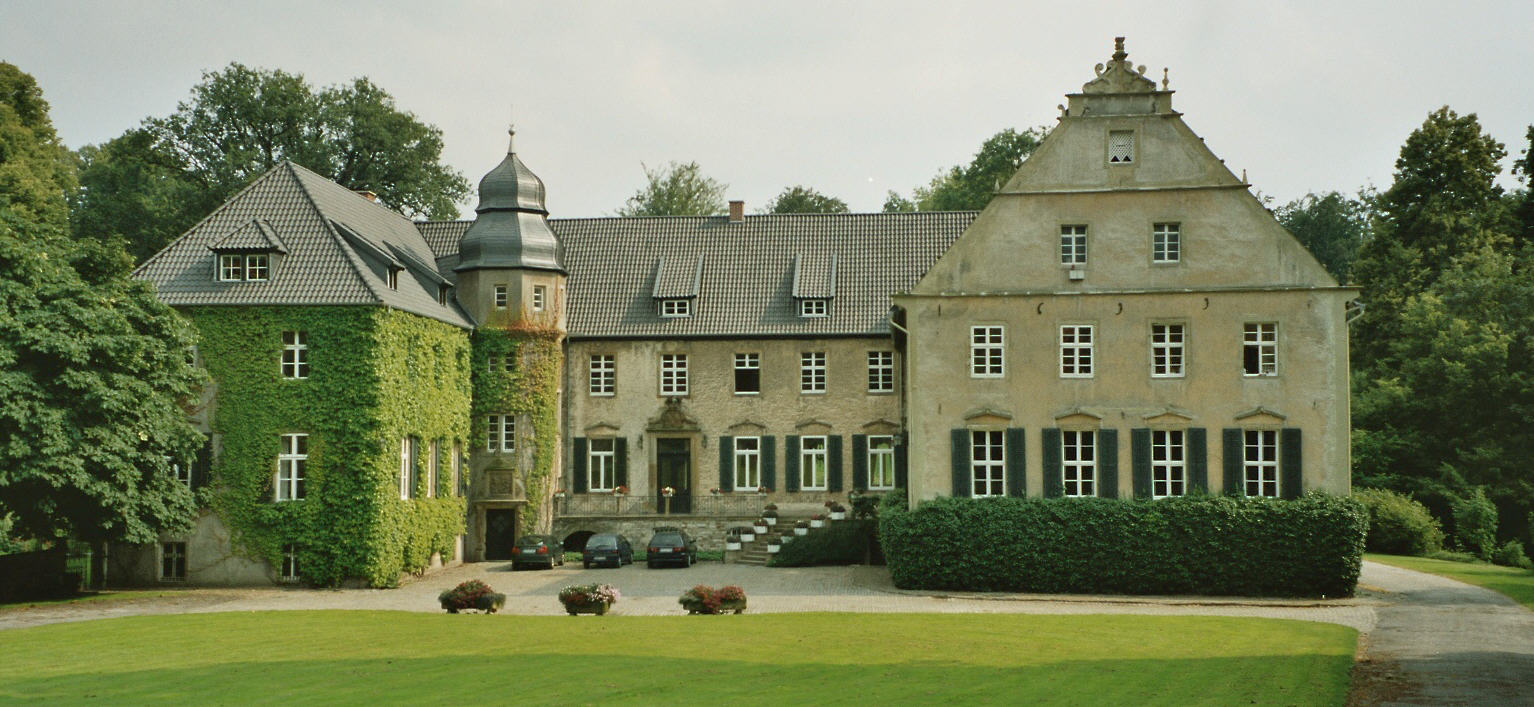
Landgoed (Gut) Ostenwalde
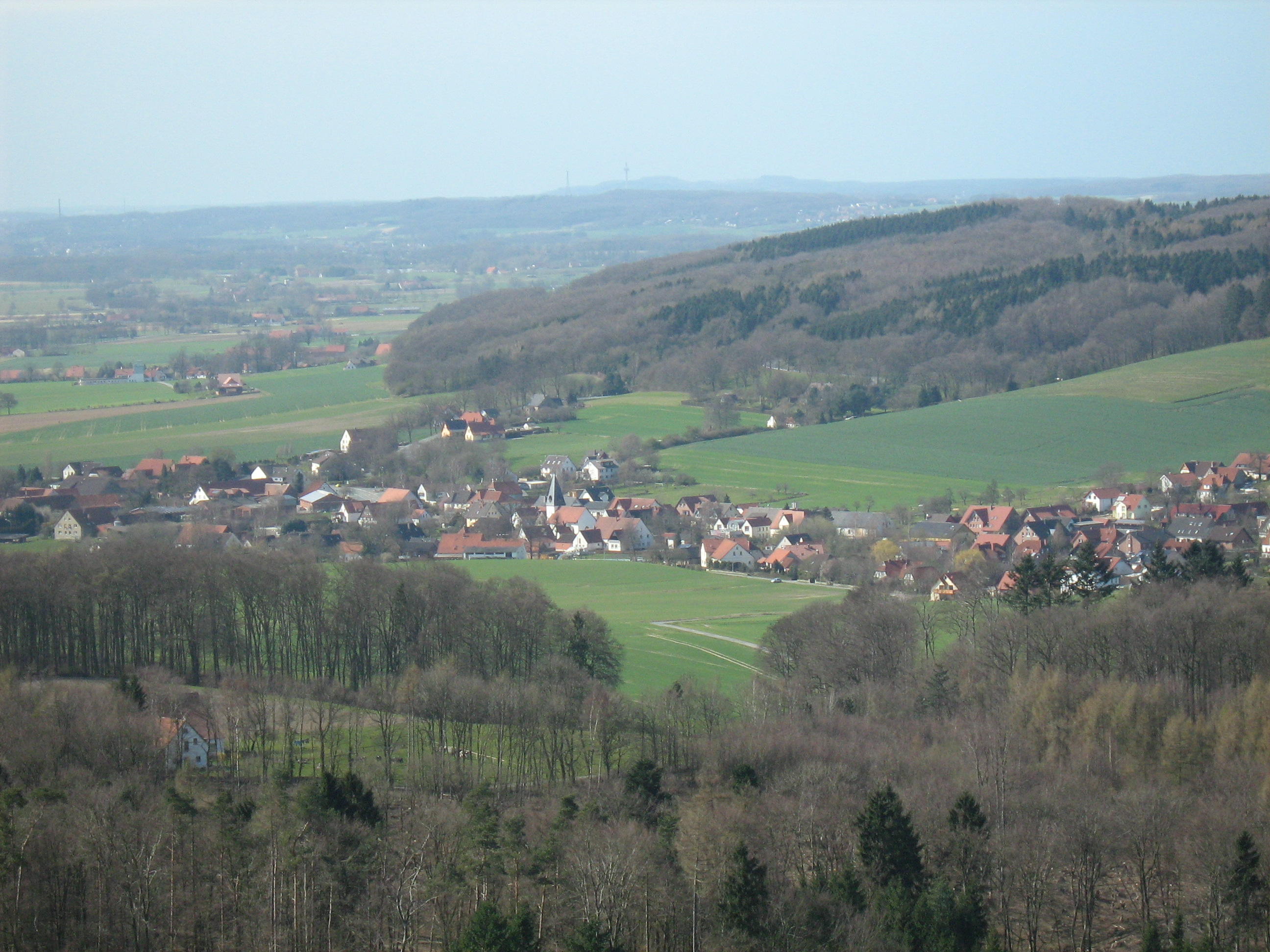
Panorama Oldendorf vanuit het zuidoosten
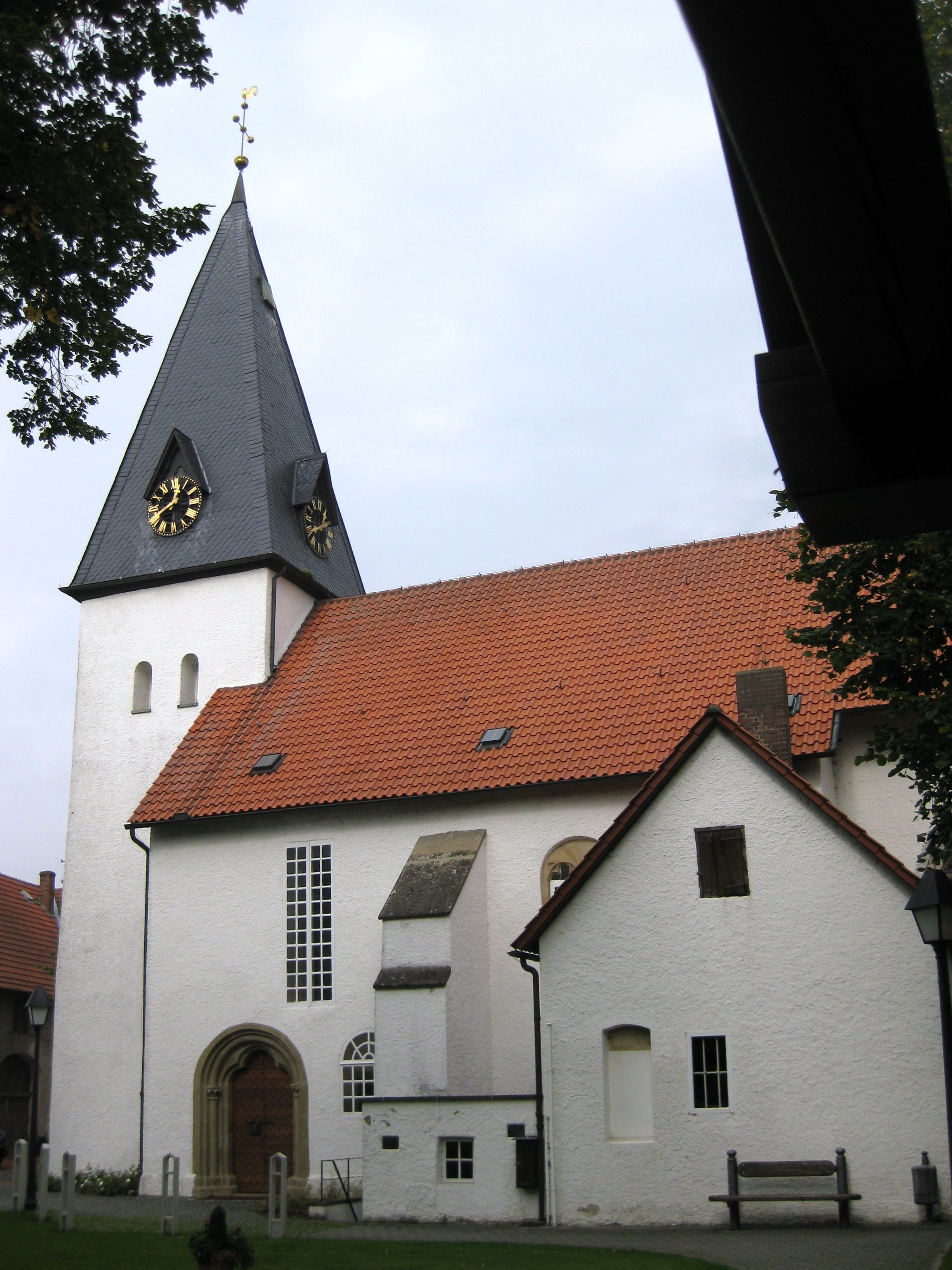
Evang.-lutherse Mariakerk, Oldendorf
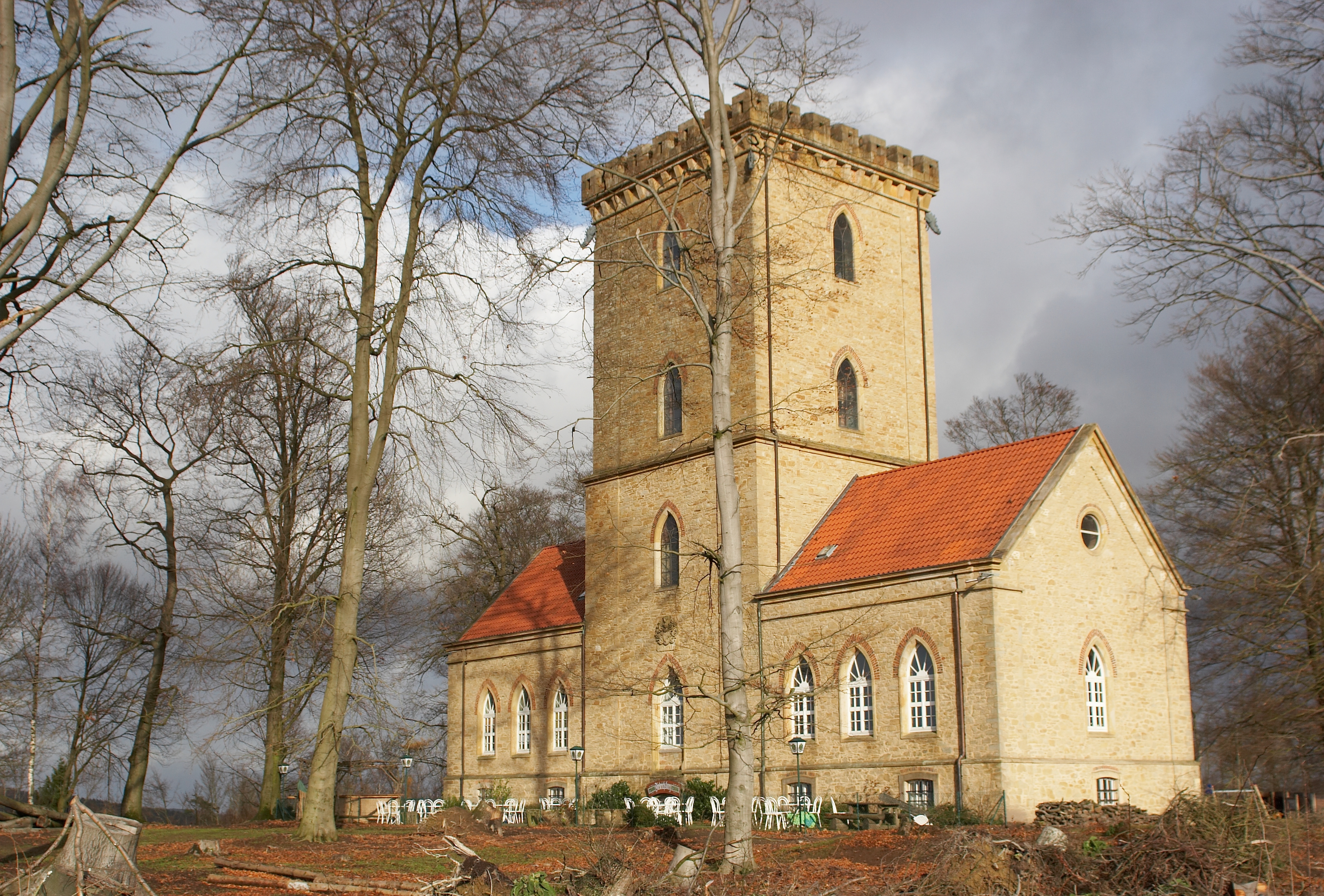
De folly  Diedrichsburg
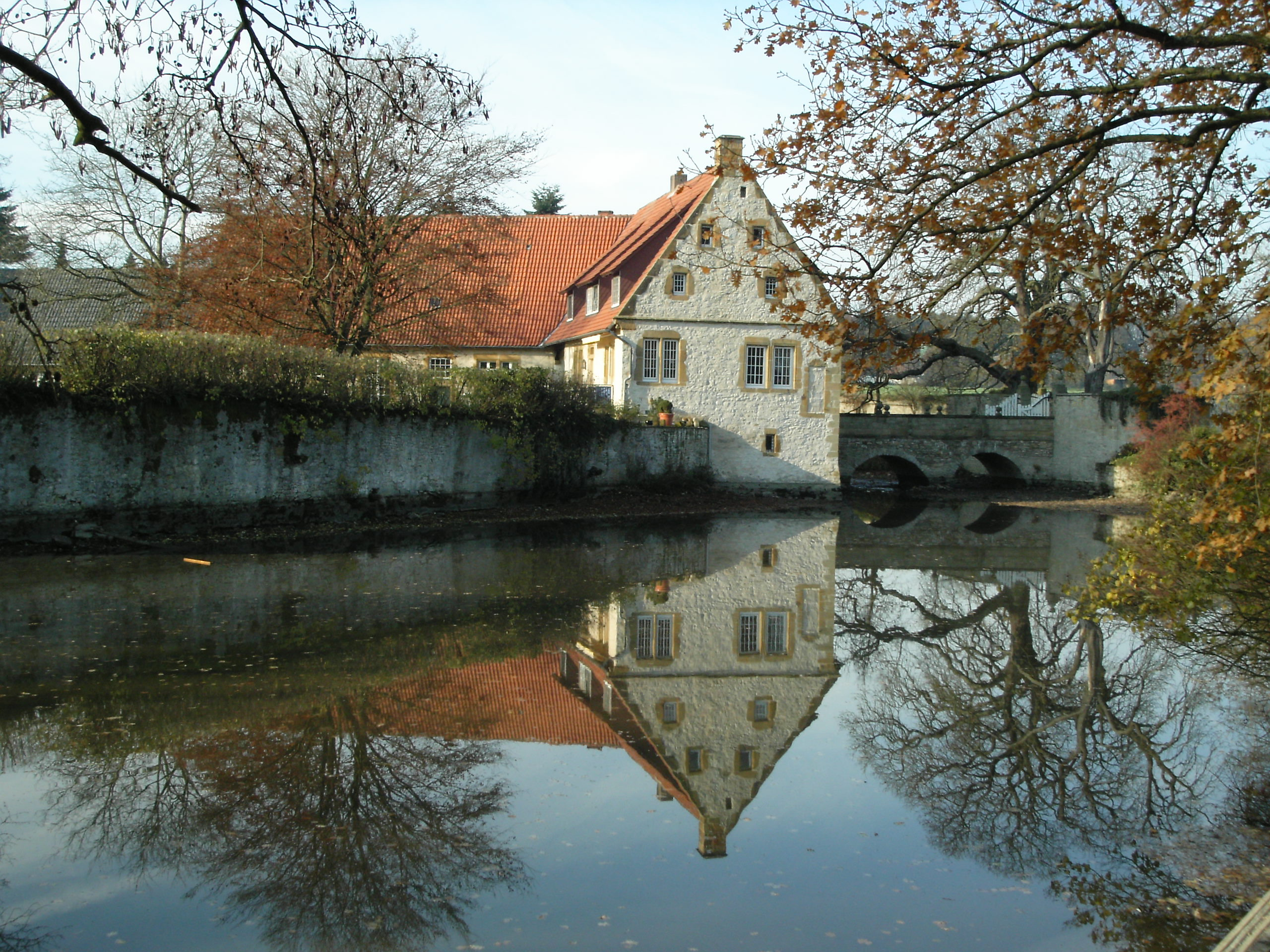
Landgoed (Gut) Sondermühlen; bewoond, niet te bezichtigen
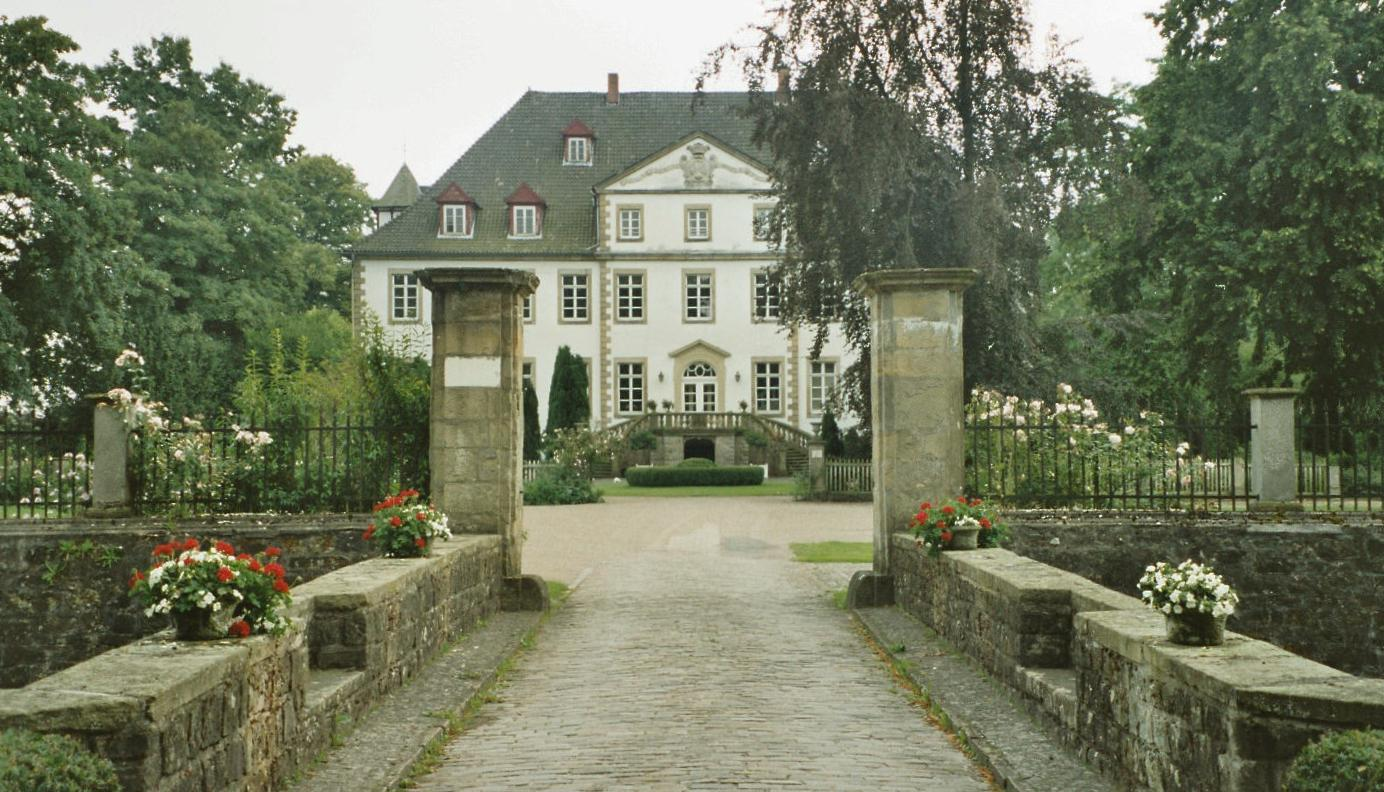
Landgoed (Gut) Bruche, 1½ km ten oosten van het centrum; bewoond, niet te bezichtigen
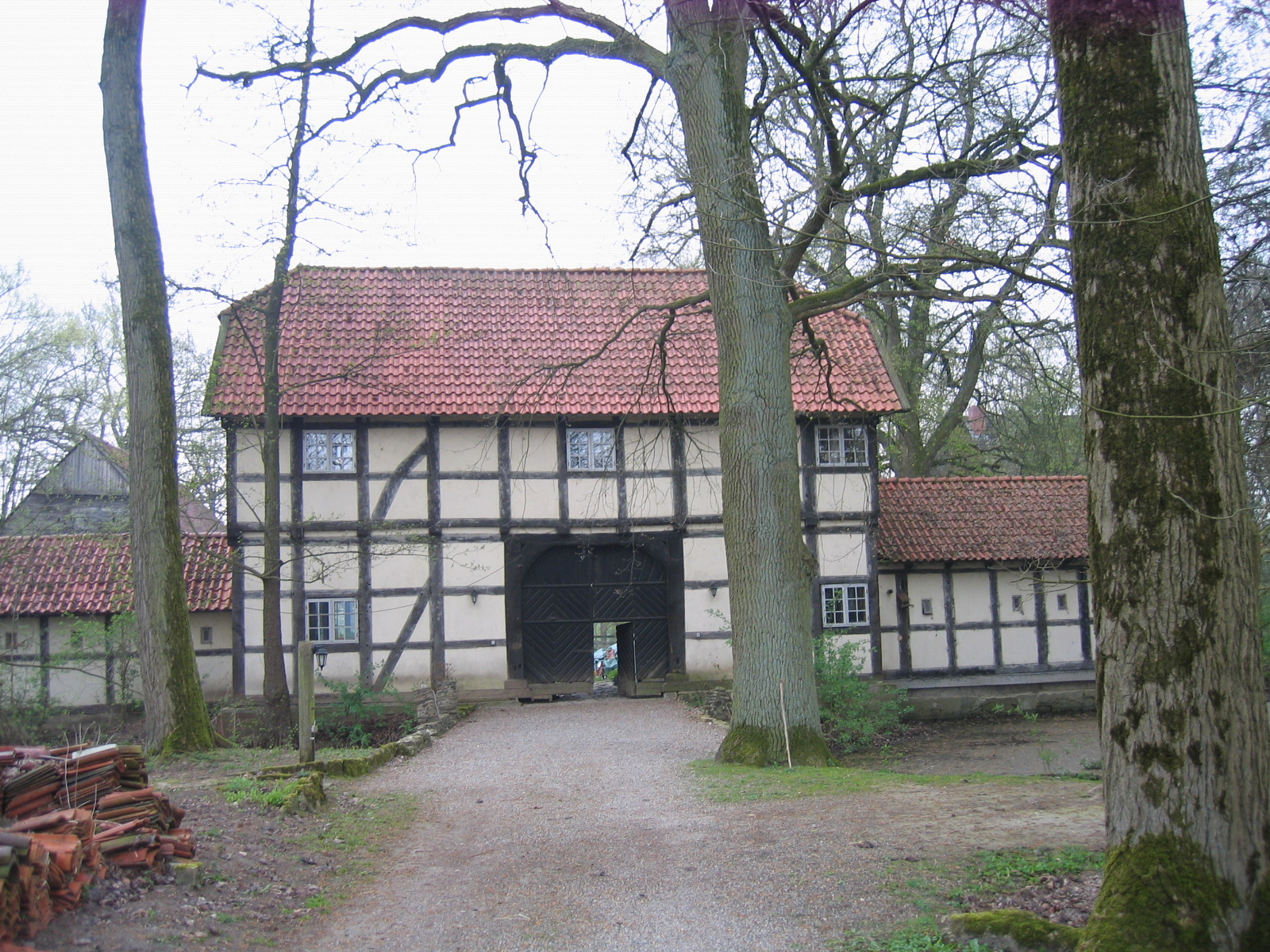
Landgoed (Gut) Warmenau in St. Annen, 8 km ten zuidoosten van het centrum; bewoond, niet te bezichtigen
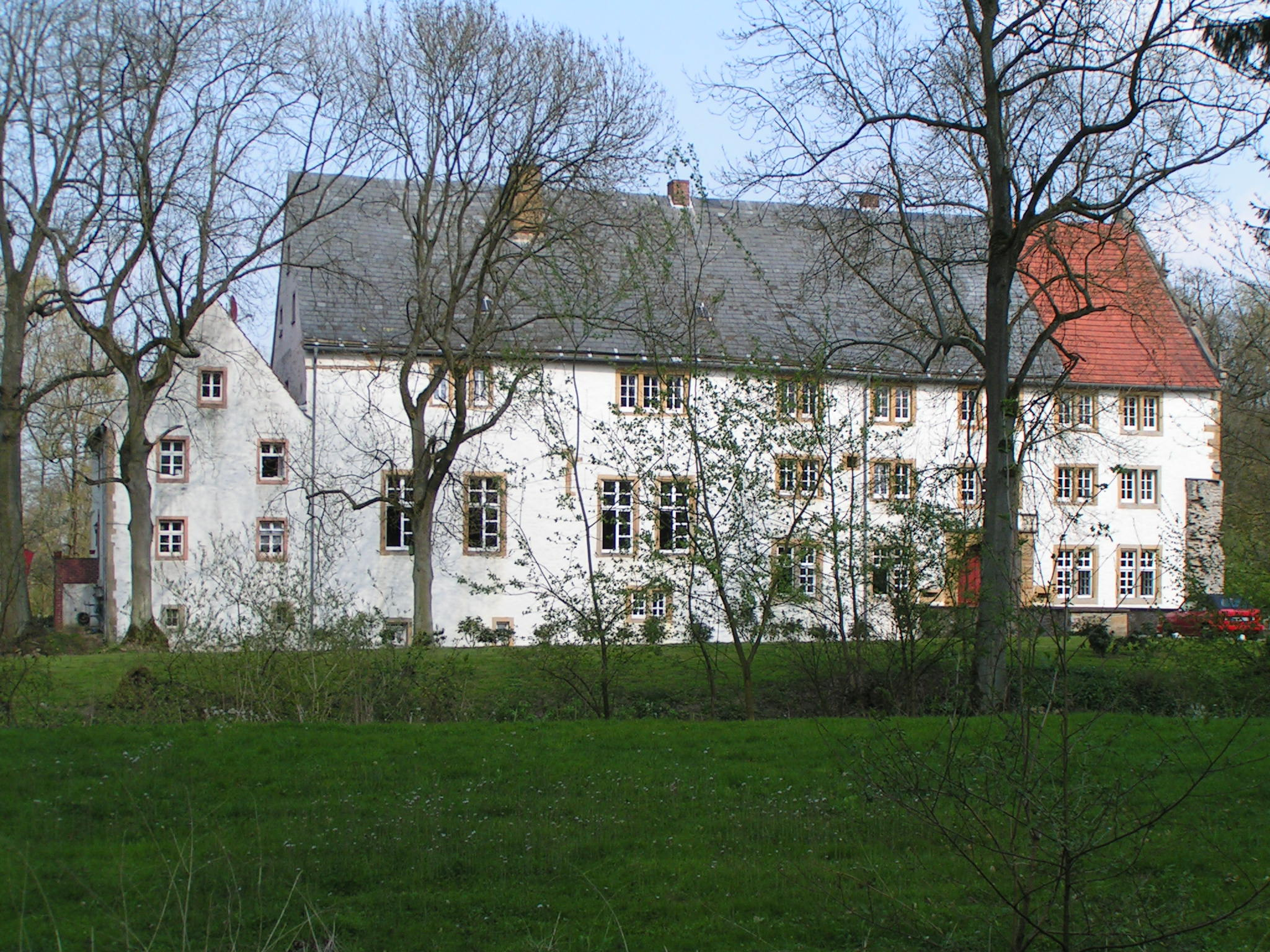
Landgoed (Gut) Königsbrück, stadsdeel Neuenkirchen, 8 km ten zuiden van het centrum; bewoond, niet te bezichtigen
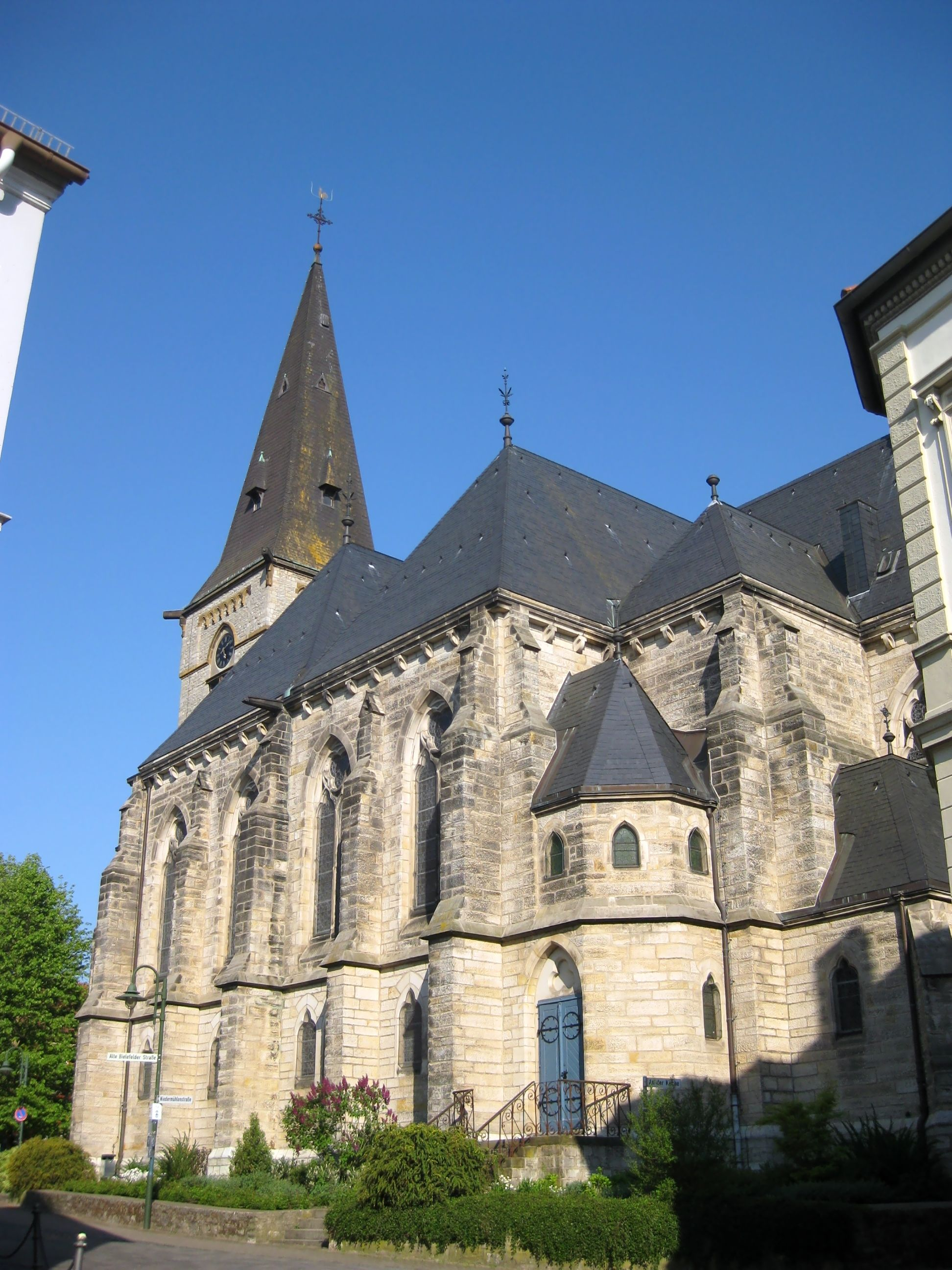
Neogotische St.-Christoffelkerk in Melle-Neuenkirchen
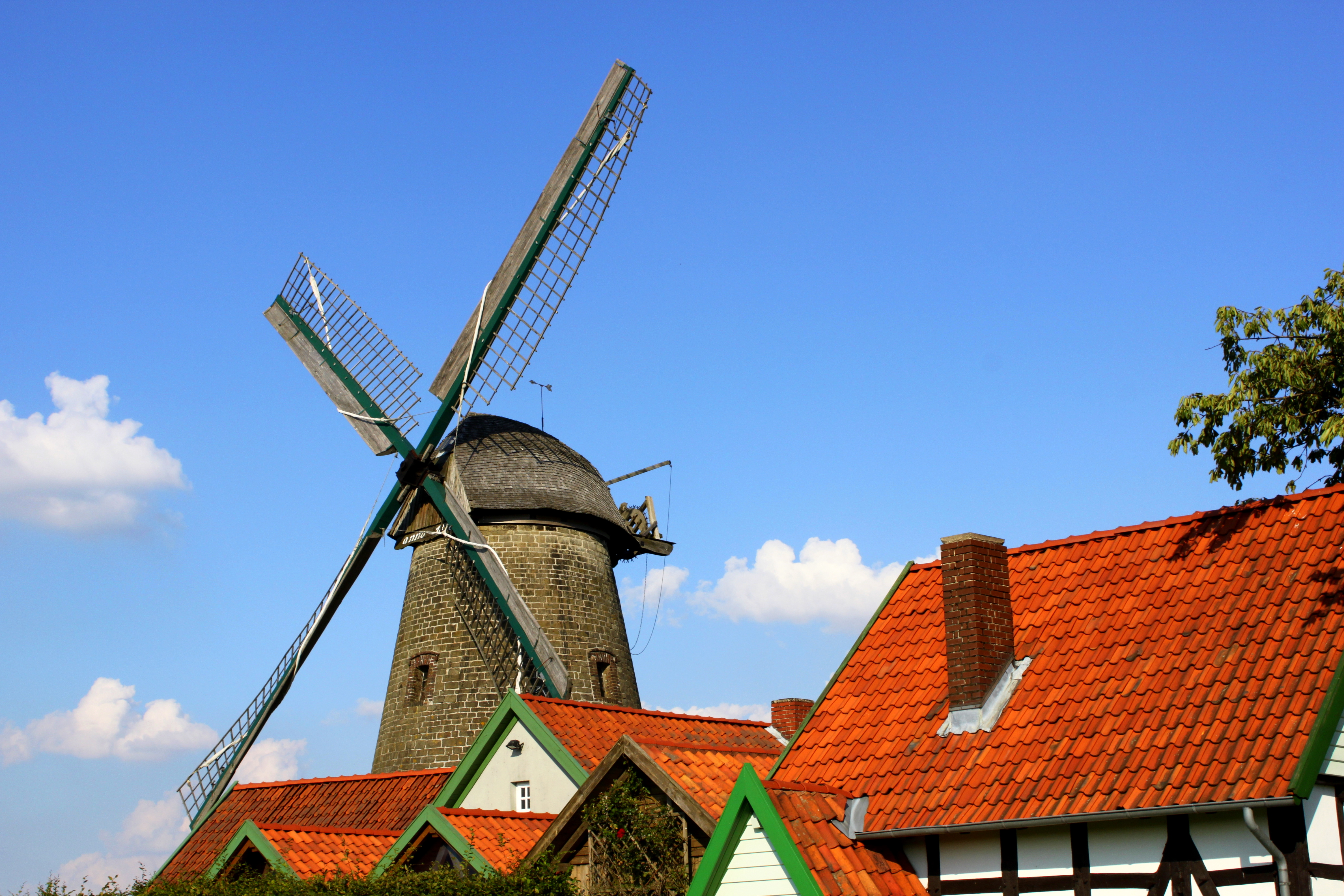
Windmolen in Westhoyel, stadsdeel Riemsloh, 10 km ten oosten van het centrum; gebouwd in 1870, gerenoveerd in 1995.
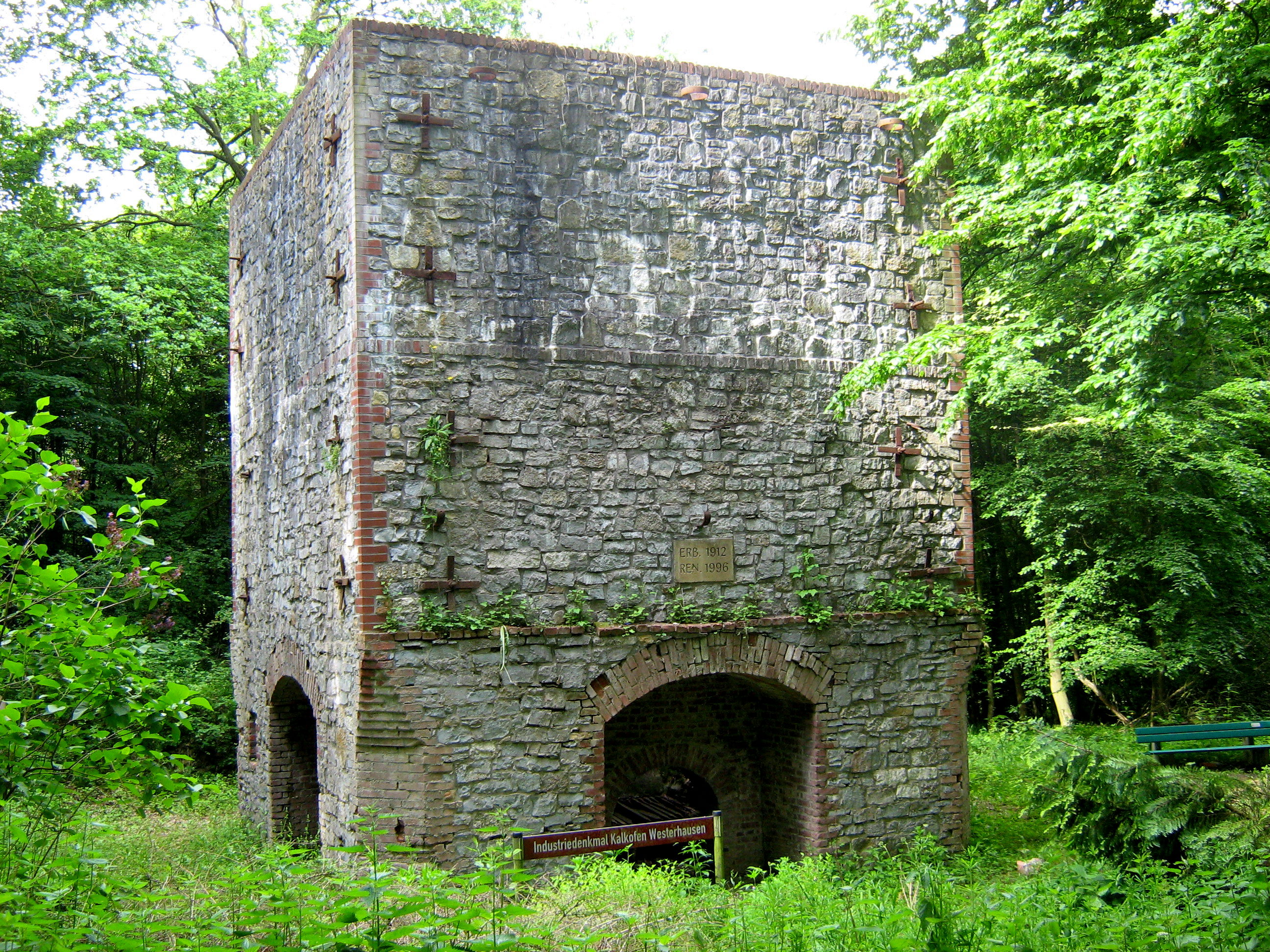
Oude kalkoven in Westerhausen, 5 km ten noordwesten van het centrum
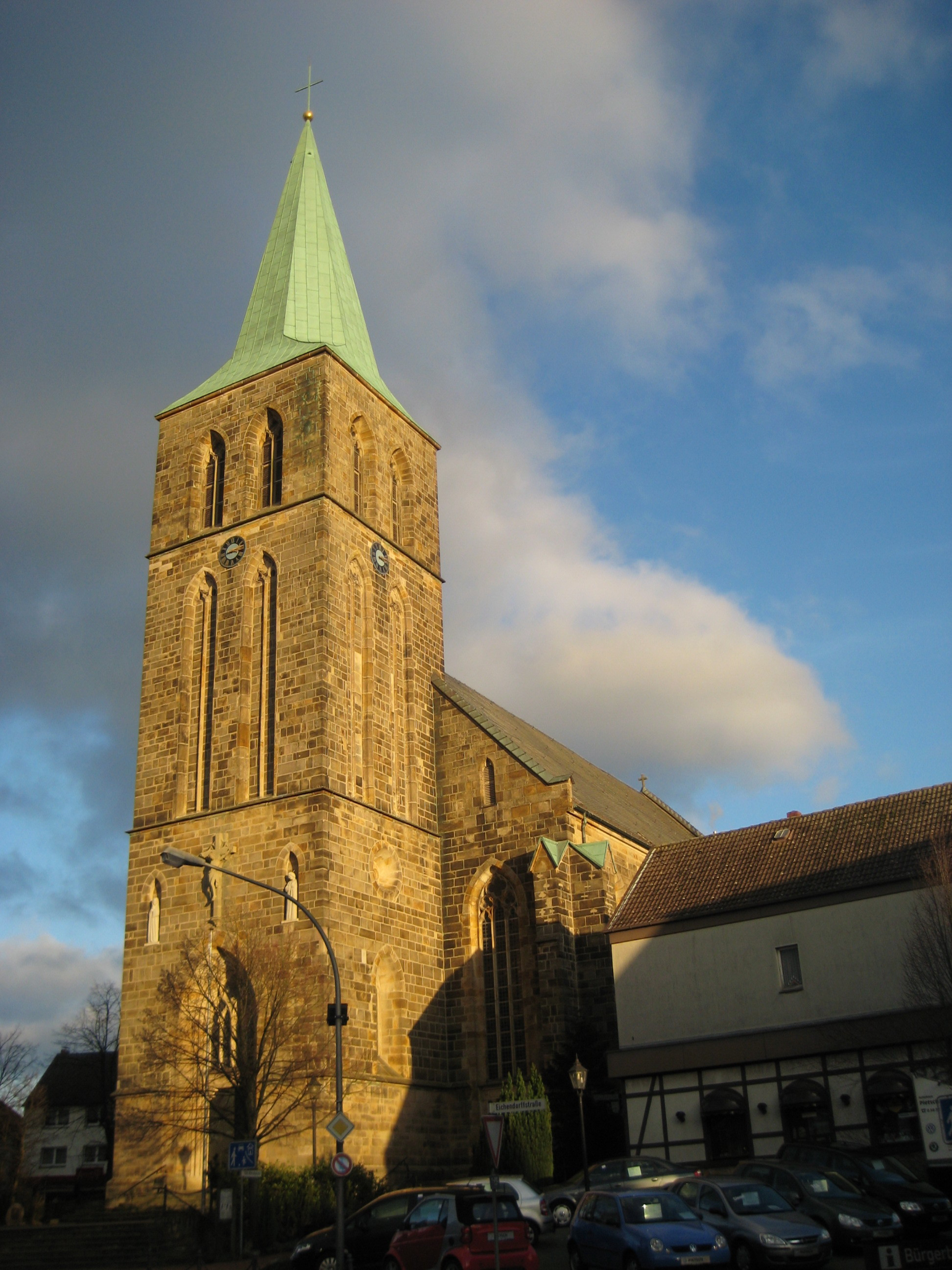
Bartholomeüskerk (1861), Wellingholzhausen, 7 km ten zuidwesten van het centrum
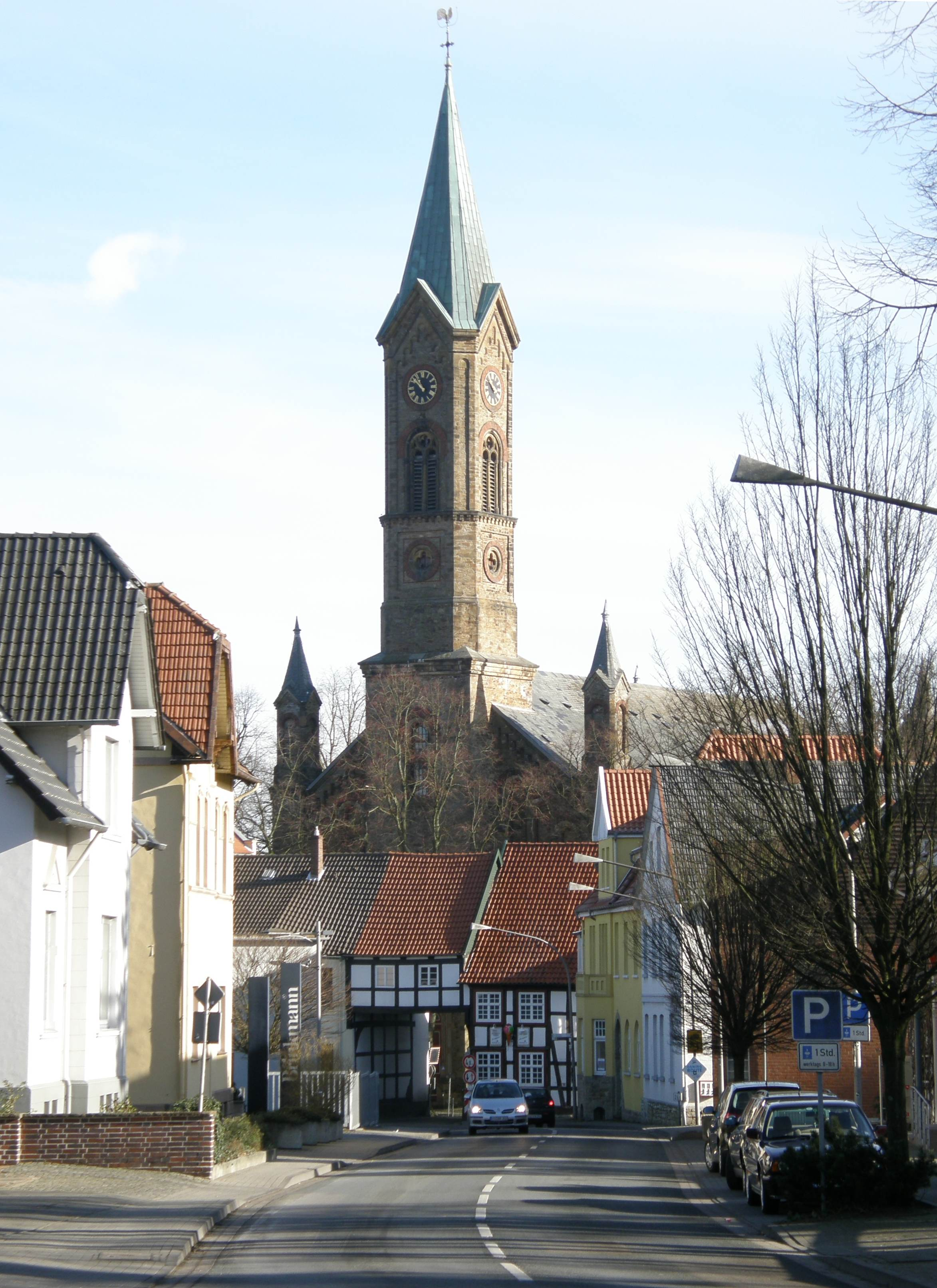
Dorpsgezicht Buer met de toren van de Martinikerk (1855) die de bijnaam potlood draagt
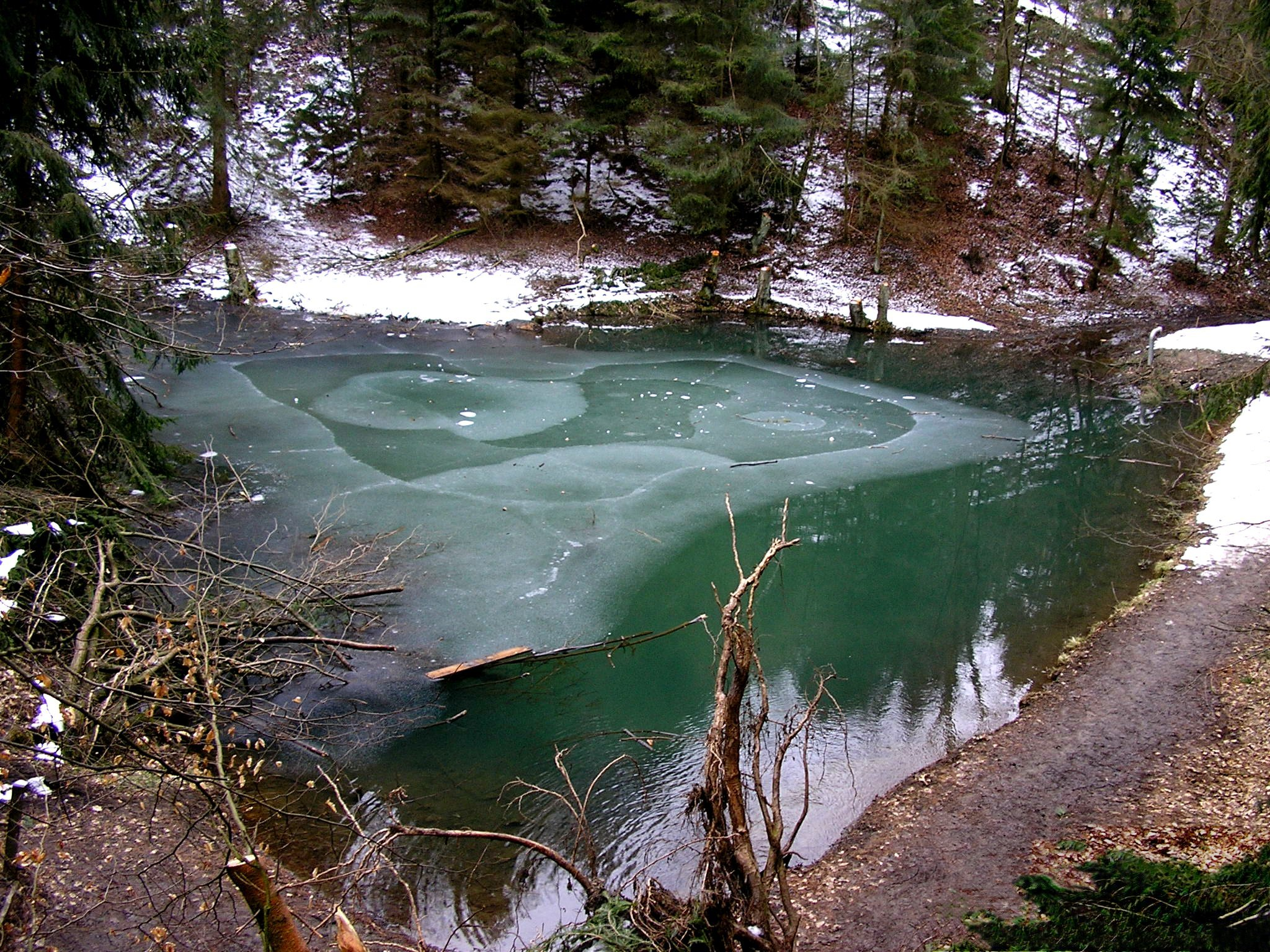
Bergmeertje Grüner See

## Belangrijke personen in relatie tot de gemeente

### Geboren
- Ludger Stühlmeyer (*1961), o.a. musicoloog, organist, componist
- Mehmet Yozgatlı (*1979), Turks voetballer

### Overleden
- Friedrich Leopold zu Stolberg-Stolberg (1750 te Bad Bramstedt - 1819 op landgoed Sondermühlen), Duits dichter
- Horst Szymaniak, bijg. Schimmi, (Oer-Erkenschwick, 29 augustus 1934 – Melle, 9 oktober 2009) West-Duits voetballer

## Partnergemeentes
Melle heeft internationale samenwerking en vriendschap hoog op de agenda van het gemeentebeleid staan. Er zijn dan ook veel partnerschappen, te weten:
- Bad Dürrenberg, Duitsland
- Berlin-Reinickendorf, Duitsland
- Cires-lès-Mello departement Oise, Frankrijk (uitgaande van Ortsteil  Bruchmühlen)
- Jēkabpils (in de middeleeuwen een Duitstalige stad met de naam Jakobstadt), Letland
- Regenwalde in Polen: partnerschap tussen de plaatsen in de voormalige Kreis Melle en het district Resko (voor 1945: Regenwalde), Polen. In het gebouw Alte Posthalterei te Melle komen regelmatig nazaten van Heimatvertriebene bijeen, wier voorouders tot 1945 in het toen nog Duitse Regenwalde woonden. Met de huidige Poolse bevolking is ondanks dit pijnlijke stuk oorlogsgeschiedenis een vriendschapsband ontstaan.
- Melle (Frankrijk)
- New Melle, Verenigde Staten
- Niğde, Turkije
- Gent, stadsdeel Sint Denijs-Westrem, België
- Torzjok (Russisch: Торжок), Rusland
- Eke (België) (uitgaande van Ortsteil Eicken-Bruche)
- Eke (Frankrijk) bij Duinkerke, (uitgaande van Ortsteil Eicken-Bruche)
- Eiken (Zwitserland) (kanton Aargau), (uitgaande van Ortsteil Eicken-Bruche)
- Röckwitz in Mecklenburg-Voor-Pommeren (uitgaande van Ortsteil Wellingholzhausen)
- Melle (België)